# Ligne E du tramway de Strasbourg
Pour les articles homonymes, voir Ligne E.
La ligne E du réseau de transports en commun de l'Eurométropole de Strasbourg est une ligne de tramway. Exploitée par la Compagnie des transports strasbourgeois (CTS), il s'agit de la seule ligne de tramway de l'agglomération qui ne passe pas par le centre-ville strasbourgeois et la place de l'Homme de Fer.
Elle relie la station Robertsau l'Escale, dans le quartier de la Robertsau, au Campus d'Illkirch. La ligne est mise en service le 25 août 2007 et a connu trois extensions.

## Histoire

### De l'ancien réseau ...

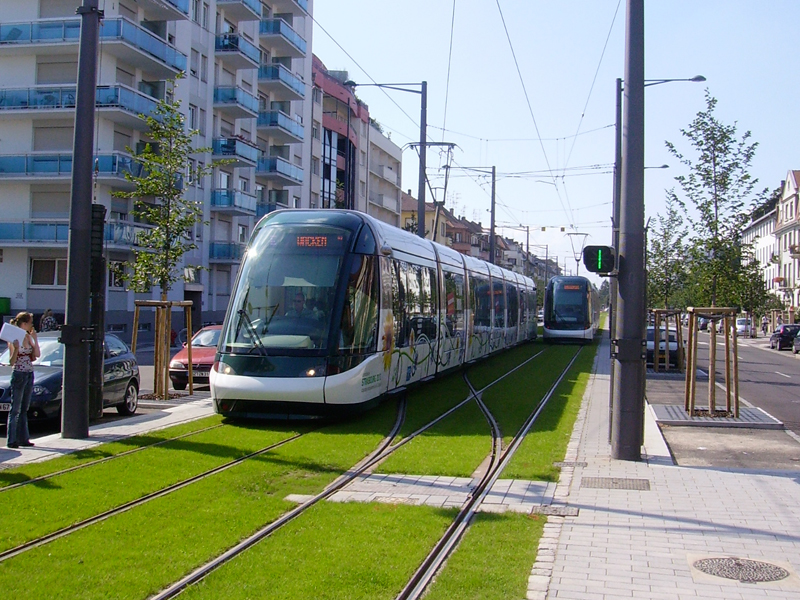
Un Citadis 403 en direction de Wacken, le jour de la mise en service de la ligne.

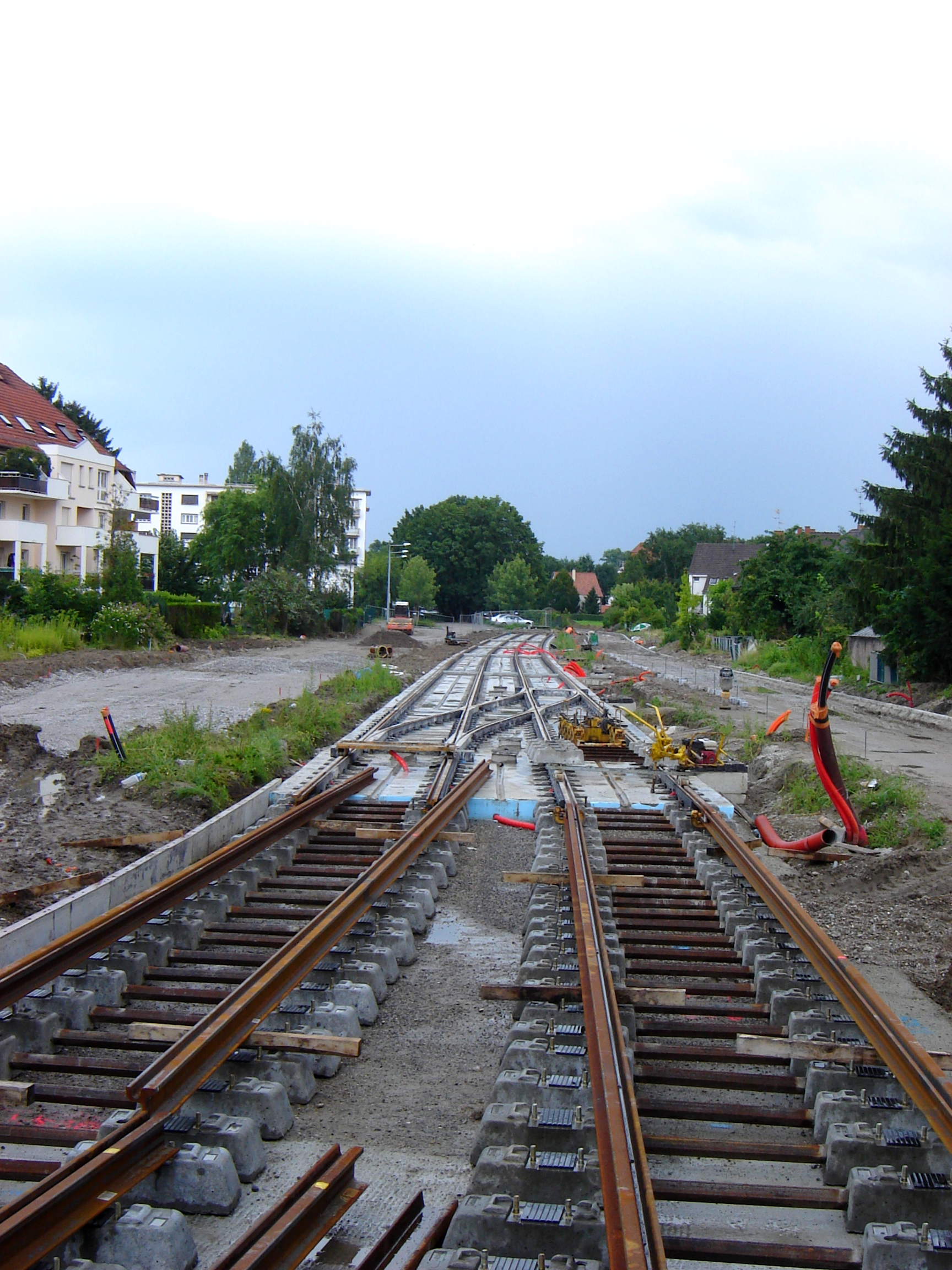
Construction de la station Boecklin en 2007.

Le 12 mars 1883, la Robertsau est desservie par la quatrième ligne du réseau de tramways de Strasbourg, à voie normale et à traction hippomobile jusqu'à l'électrification partielle le 13 juillet 1895, entre la gare, la place Kléber et le parc de l'Orangerie. En 1898/99, l'ensemble de la ligne est converti à la voie métrique et électrifiée. Cette ancienne ligne passait par le pont Royal et l'allée de la Robertsau, et l'actuelle ligne E ne partage donc son parcours que sur les dernières centaines de mètres.
Les sections Baggersee - Landsberg, Gallia (pont Royal) - République et Lycée Kléber (place de Bordeaux) - Wacken correspondent à leur tour à des lignes de l'ancien réseau de tramways de Strasbourg, ouvert à partir du 20 juillet 1878 et successivement fermé jusqu'au 30 avril 1960.
En mars 1954, la ligne 3 Gare centrale - Robertsau Sainte-Anne est mise sur la route. C'est la deuxième fermeture d'une ligne après-guerre sans remplacement par un trolleybus.

### ... à la ligne E
Le 25 août 2007, la ligne E du tramway de Strasbourg, une nouvelle ligne tangentielle, est mise en service : elle emprunte un tronc commun avec les autres lignes entre Wacken et Baggersee. Elle a, entre autres, pour objectif de dé-saturer la station Homme de Fer, jusqu'alors point de rencontre des quatre lignes du réseau déjà existantes, en ne la desservant pas, contournant ainsi le centre-ville strasbourgeois.
Le 23 novembre 2007, la ligne est prolongée sur 1,5 km de Wacken à Boecklin, permettant ainsi la desserte du Parlement européen.
Le 23 avril 2016, prolongement de la ligne vers le Campus d'Illkirch, suivant le tracé de la ligne A, en parallèle du prolongement de cette dernière vers le centre d'Illkirch-Graffenstaden, avec la création d'un débranchement de 185 mètres pour permettre aux rames de rebrousser.
À l'extrémité nord de la ligne E, le prolongement de 1,6 kilomètre et trois nouvelles stations depuis Robertsau Boecklin jusqu'au centre socio-culturel L'Escale — envisagé depuis le début des années 1990 — voit sa construction débuter le 6 mars 2017 par un diagnostic archéologique ; son coût est de 19,4 millions d'euros. Les premiers essais débutent le 22 mars 2019,.
Le 17 juin 2019, la ligne est prolongée de 1,6 km de Boecklin à Robertsau l'Escale reliant ainsi le cœur de la Robertsau au centre-ville de Strasbourg ; elle est inaugurée de façon officielle le 22 juin 2019.

## Infrastructure

### La ligne
La ligne E est la seule ligne du réseau à ne pas passer par la place de l'Homme-de-Fer. Elle emprunte les sections suivantes :

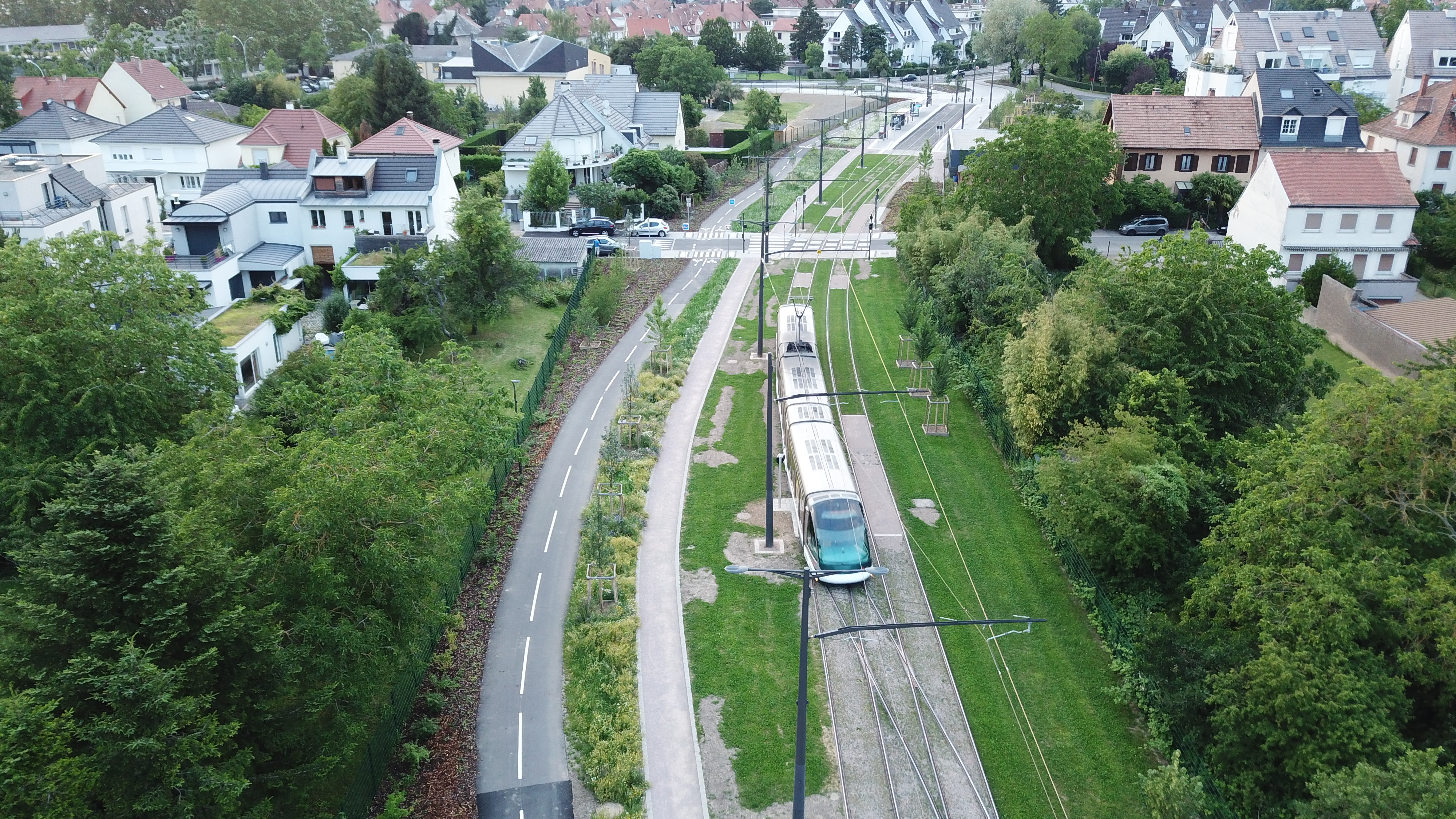
Une rame arrivant au nouveau terminus Robertsau l'Escale.

- Robertsau l'Escale - Boecklin, ouvert le 17 juin 2019 lors de l'extension nord de la ligne ;
- Boecklin - Wacken, ouvert le 23 novembre 2007 lors du prolongement de la ligne vers la Robertsau ;
- Wacken - République - Esplanade, ouvert le 1er septembre 2000, à l'occasion de la mise en service des lignes B et C et non desservi en continu jusqu'à l'ouverture de la ligne E ;
- Esplanade - Landsberg - Étoile-Polygone, ouvert le 25 août 2007, à l'occasion de la mise en service des prolongements des lignes C et D ;
- Raccordement est-sud près de la station Étoile-Polygone, mis en service le 25 août 2007 ;
- Reste du parcours du dit raccordement jusqu'à Baggersee, ouvert le 25 novembre 1994, à l'occasion de la mise en service de la ligne A, première ligne du nouveau réseau ;
- Prolongement vers le Campus d'Illkirch, mis en service le 23 avril 2016, en suivant le tracé de la ligne A et comportant 185 mètres de voies nouvelles.

### Les terminus réguliers

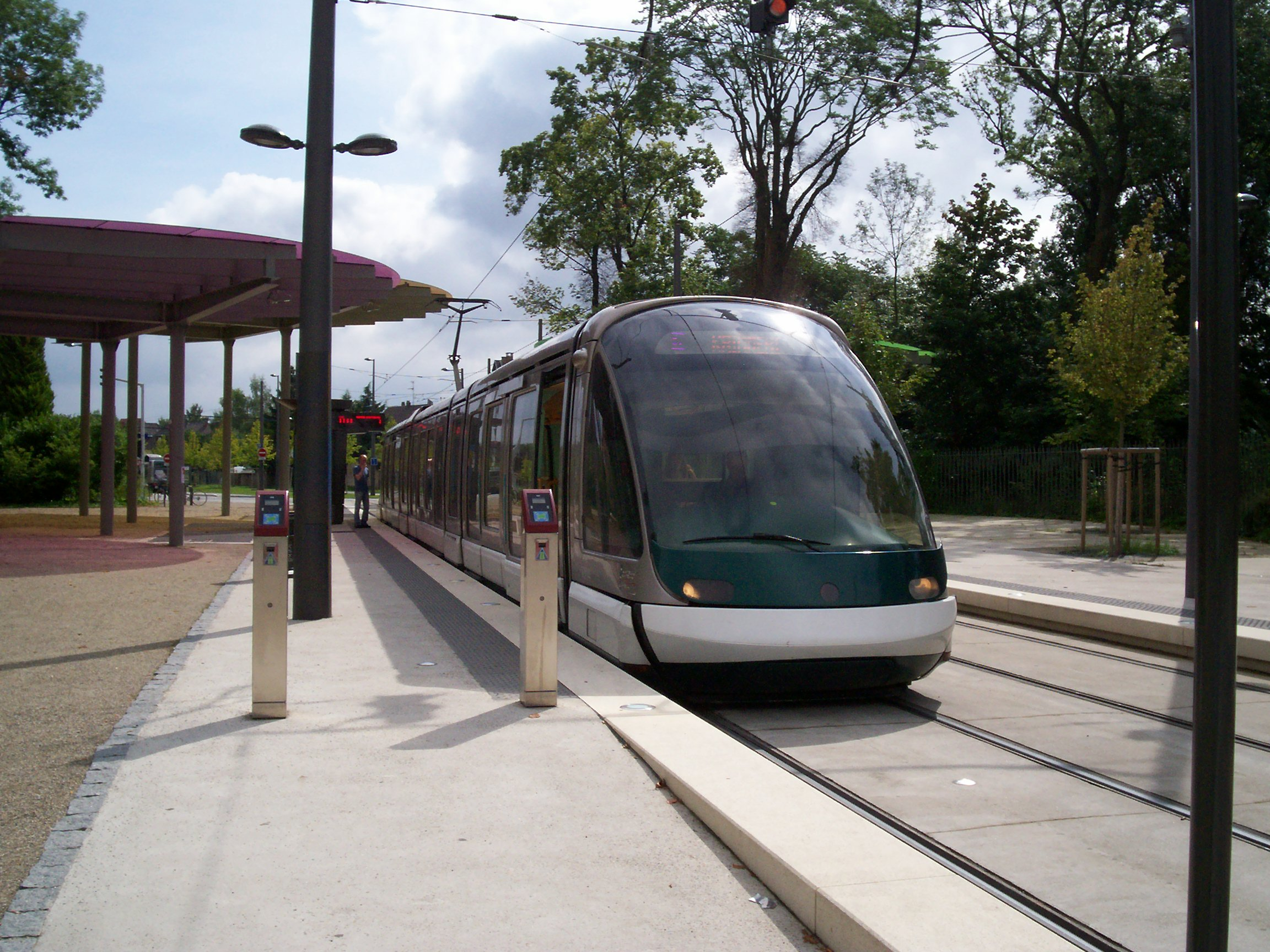
À Bœcklin.

La ligne E du tramway de Strasbourg compte trois terminus réguliers :
- La station Robertsau l'Escale, qui constitue le terminus nord de la ligne, est composée de deux quais encadrant deux voies en impasse, replaçant l'ancien terminus Robertsau Boecklin (renommé en Boecklin) depuis le 17 juin 2019.

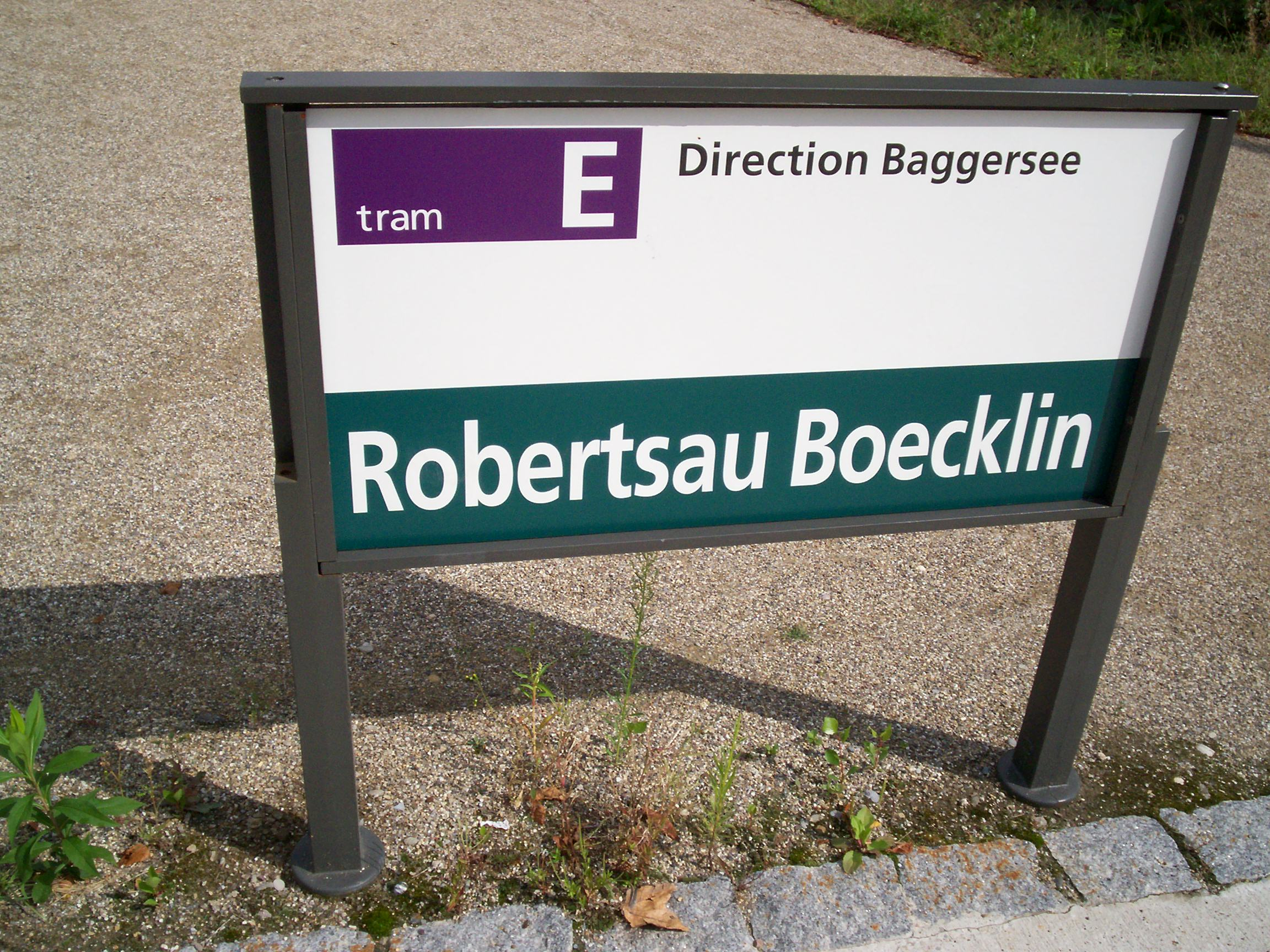
Signalétique à l'ancien terminus.
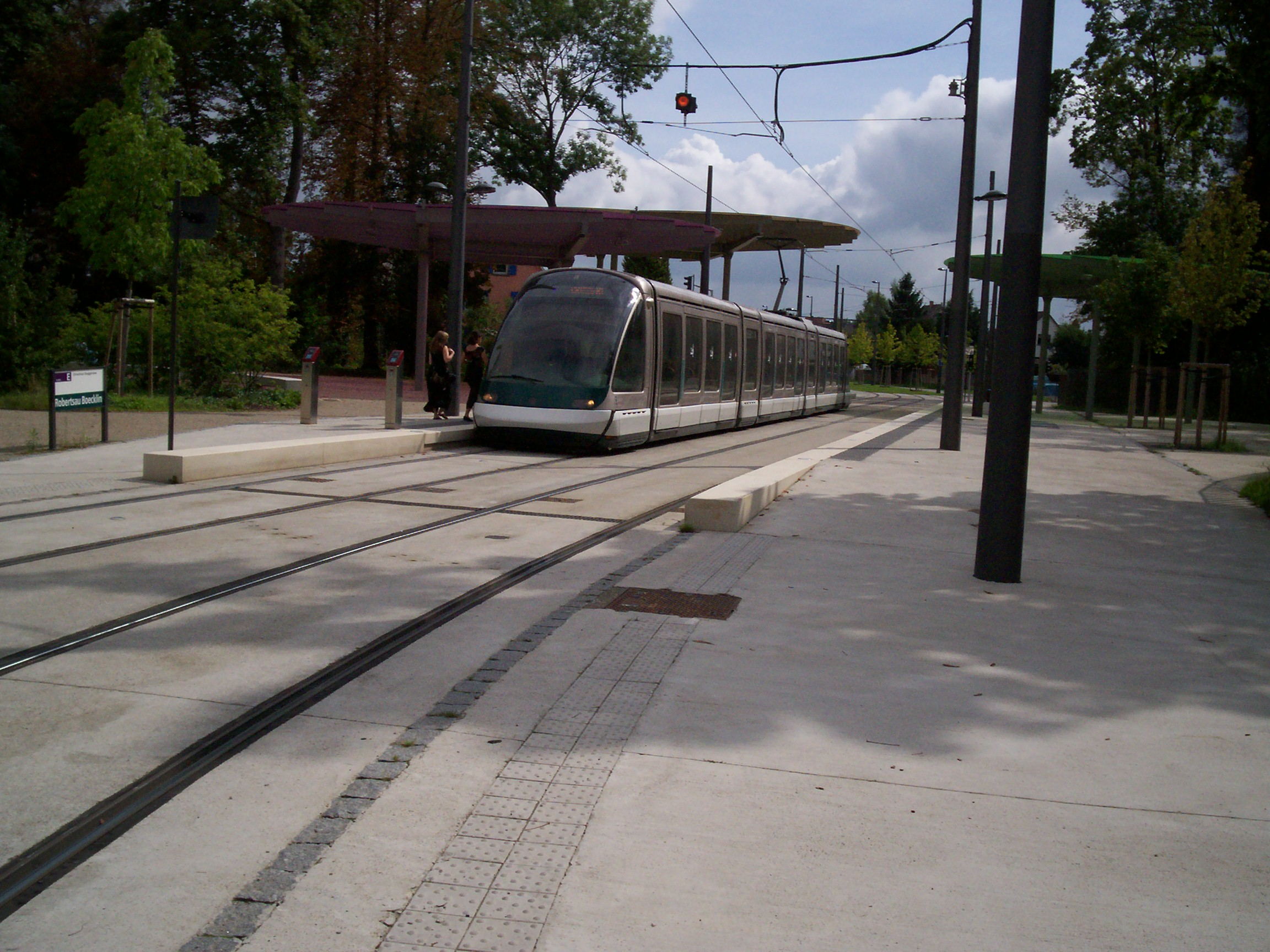
Tramway à l'ancien terminus.
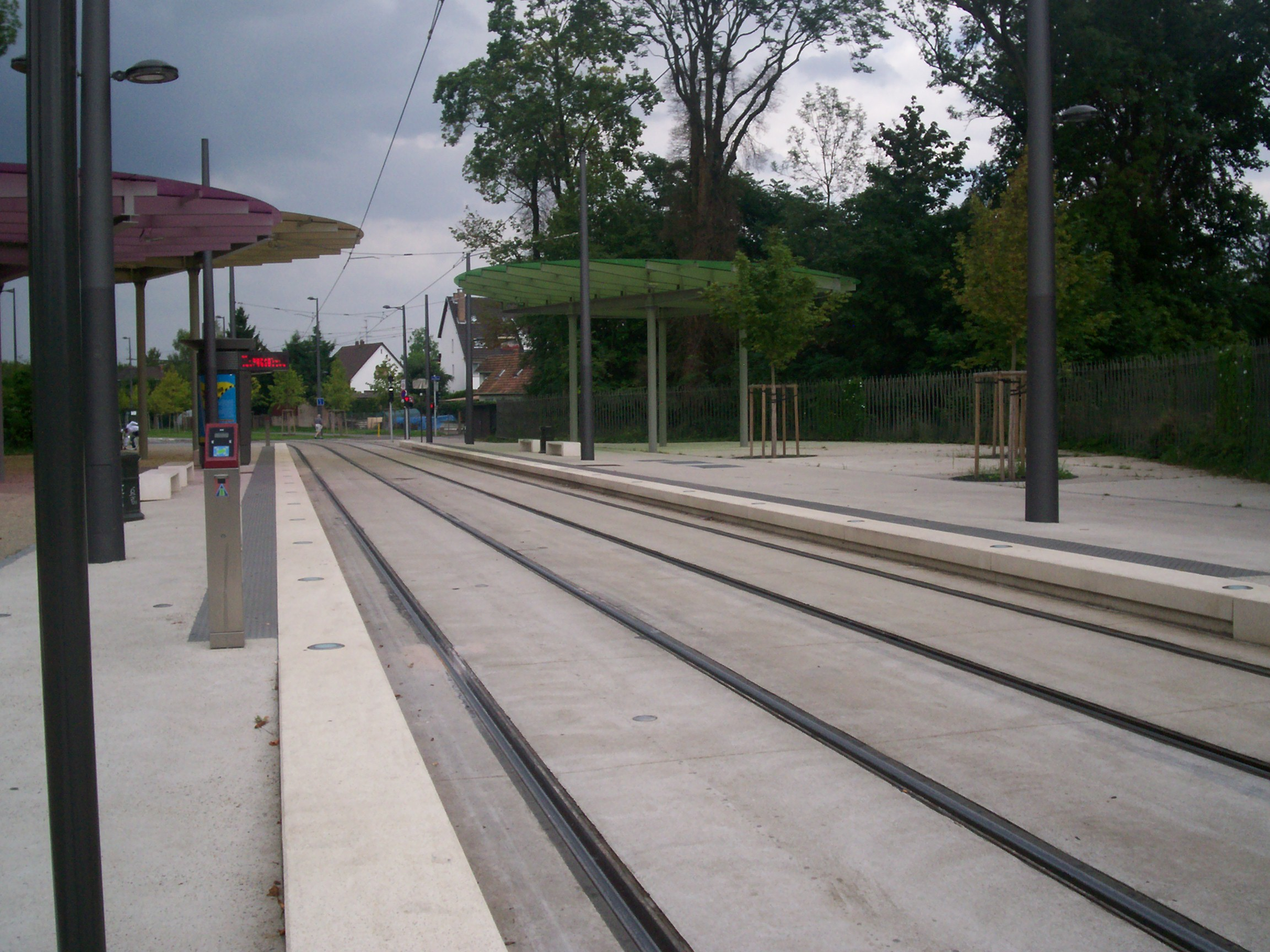
Station Boecklin, ancien terminus.

- La station Krimmeri / Stade de la Meinau qui constitue le terminus estival des tramways de la ligne. En réalité, il ne s'agit alors que du terminus commercial de la ligne, car le terminus réel est basé à Fédération.

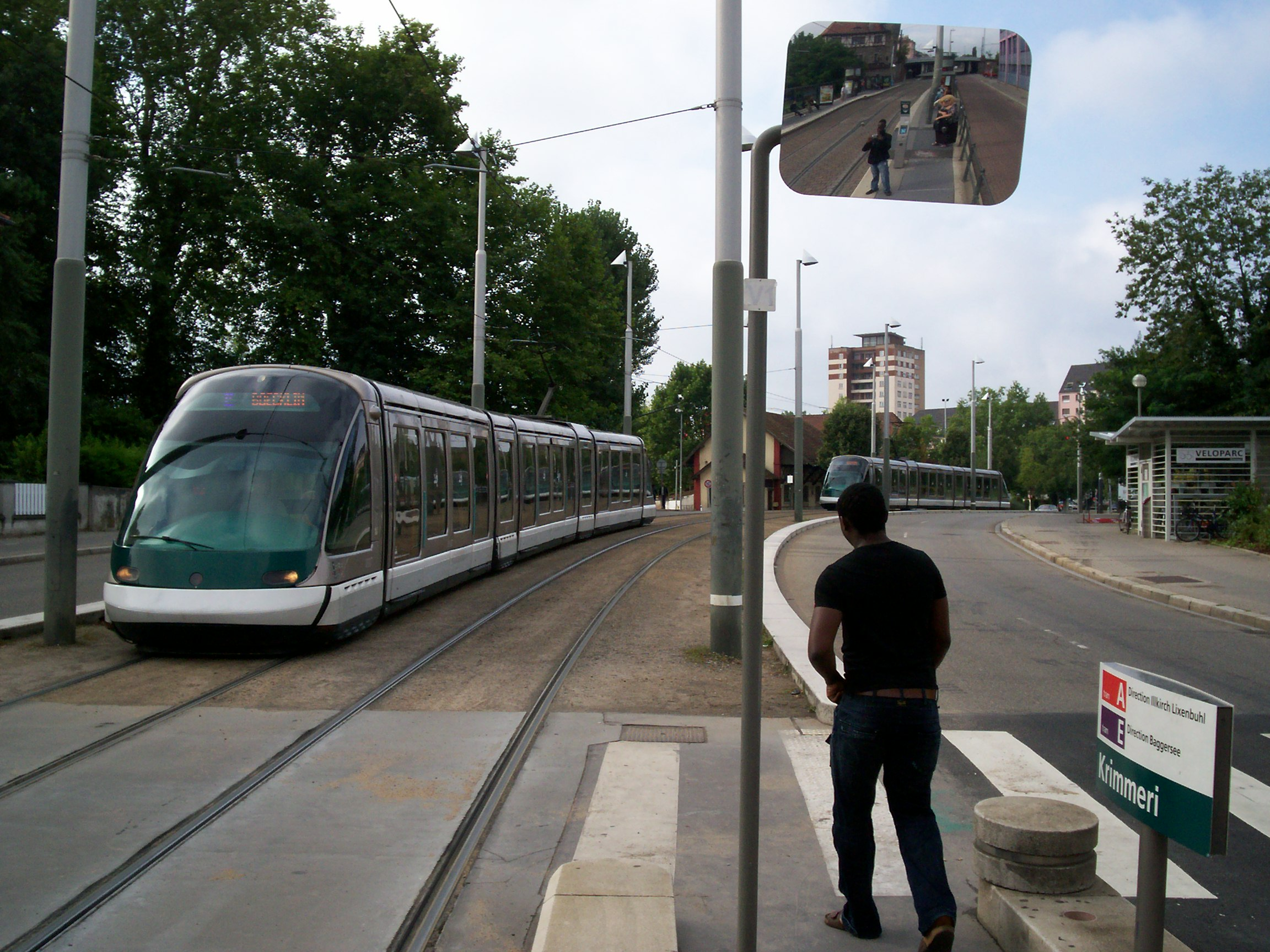
Tramways.
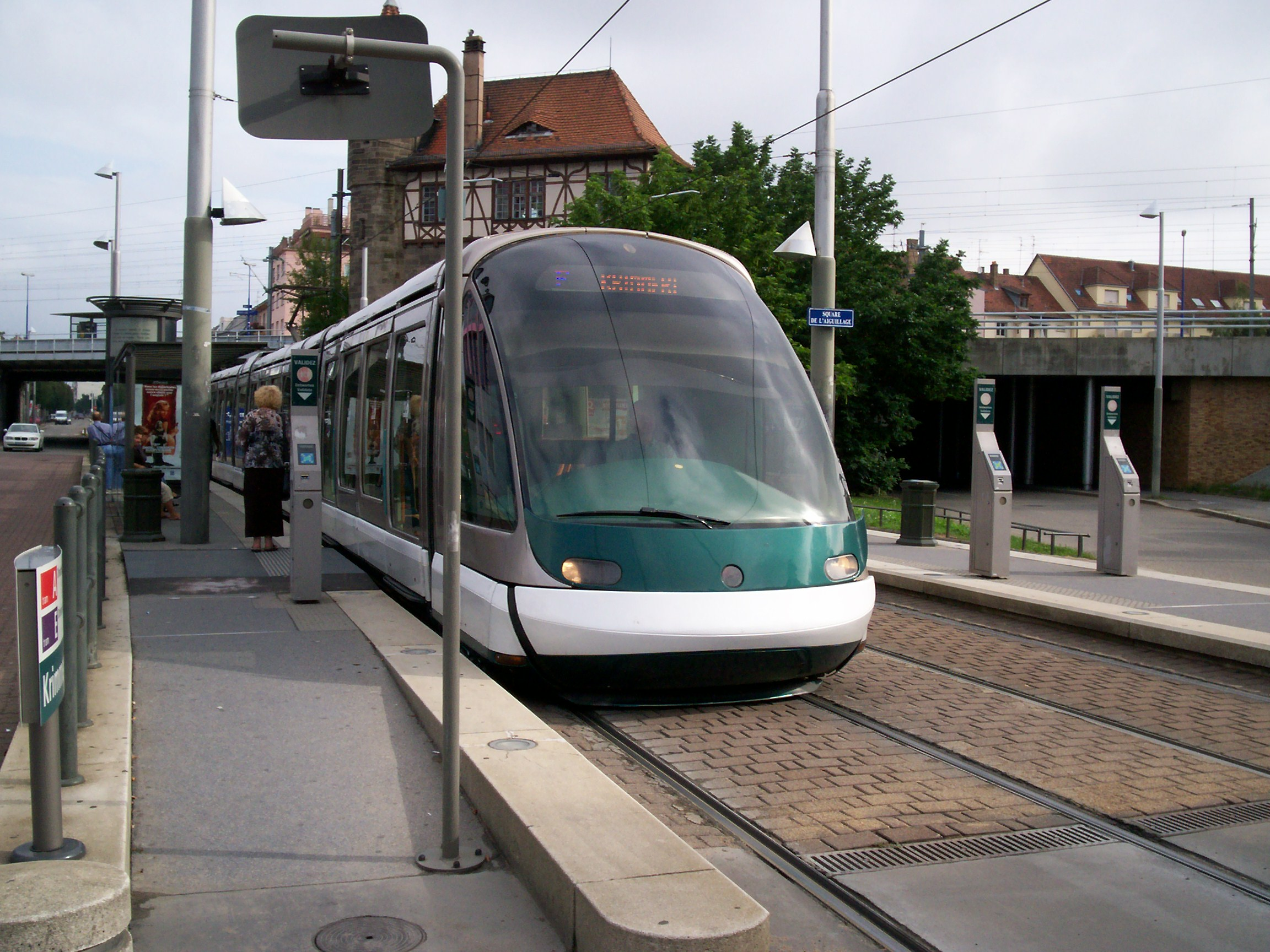
Terminus commercial Krimmeri.
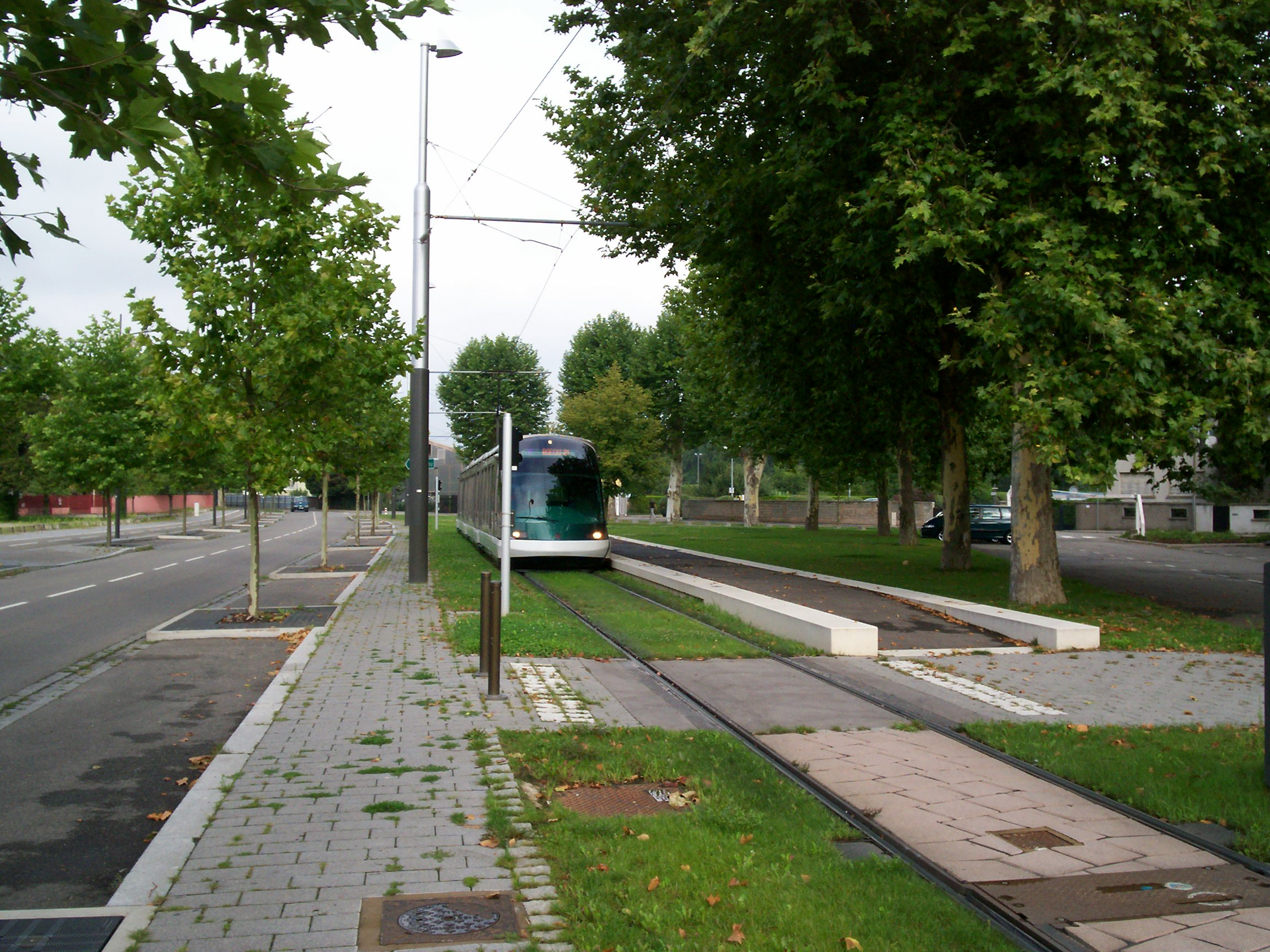
Terminus réel Fédération

- La station Campus d'Illkirch, qui constitue le terminus sud de la ligne, est composée de deux quais encadrant deux voies ainsi que de deux voies de rebroussement se débranchant des voies de la ligne A.

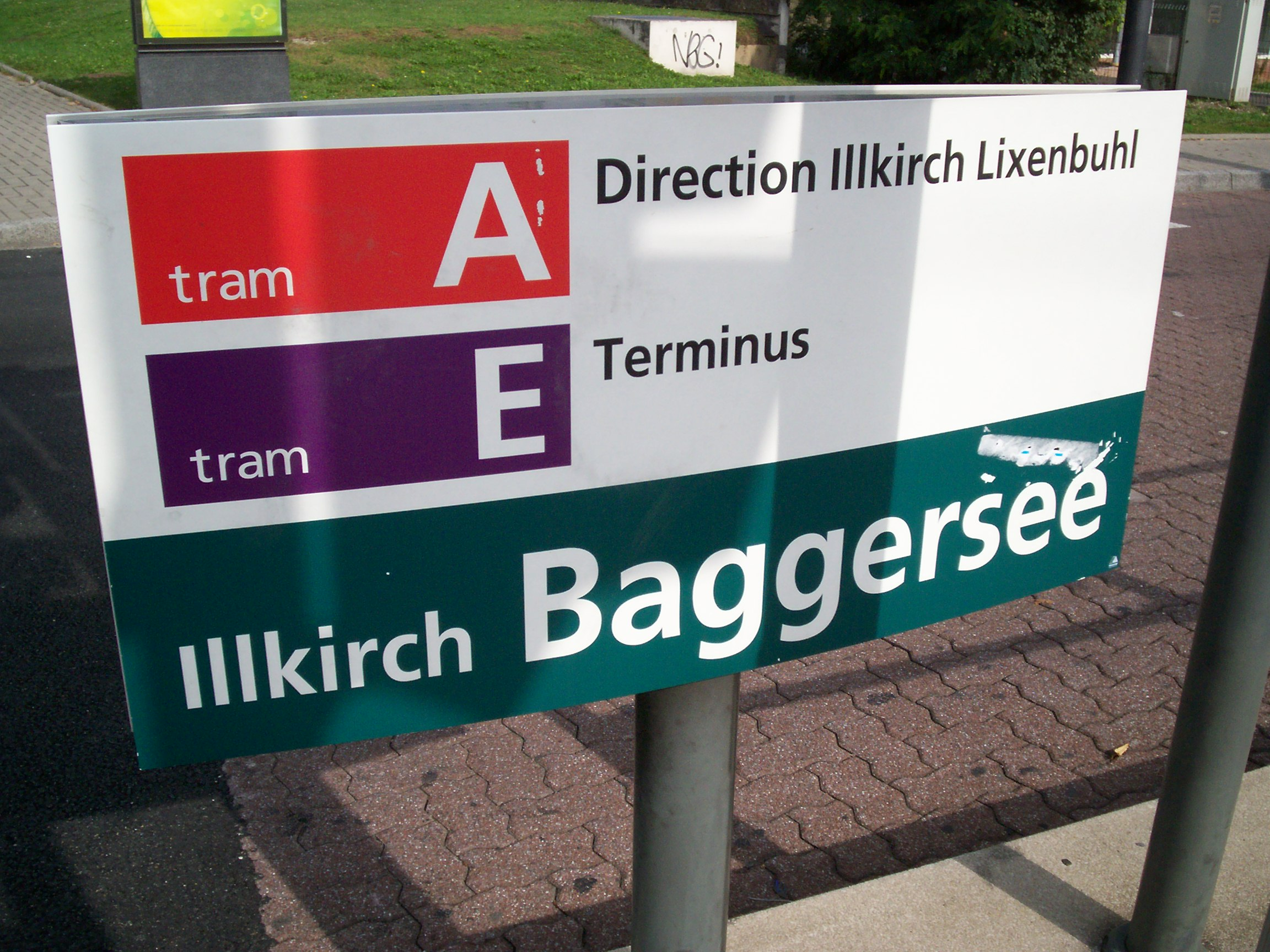
Signalétique à l'ancien terminus.
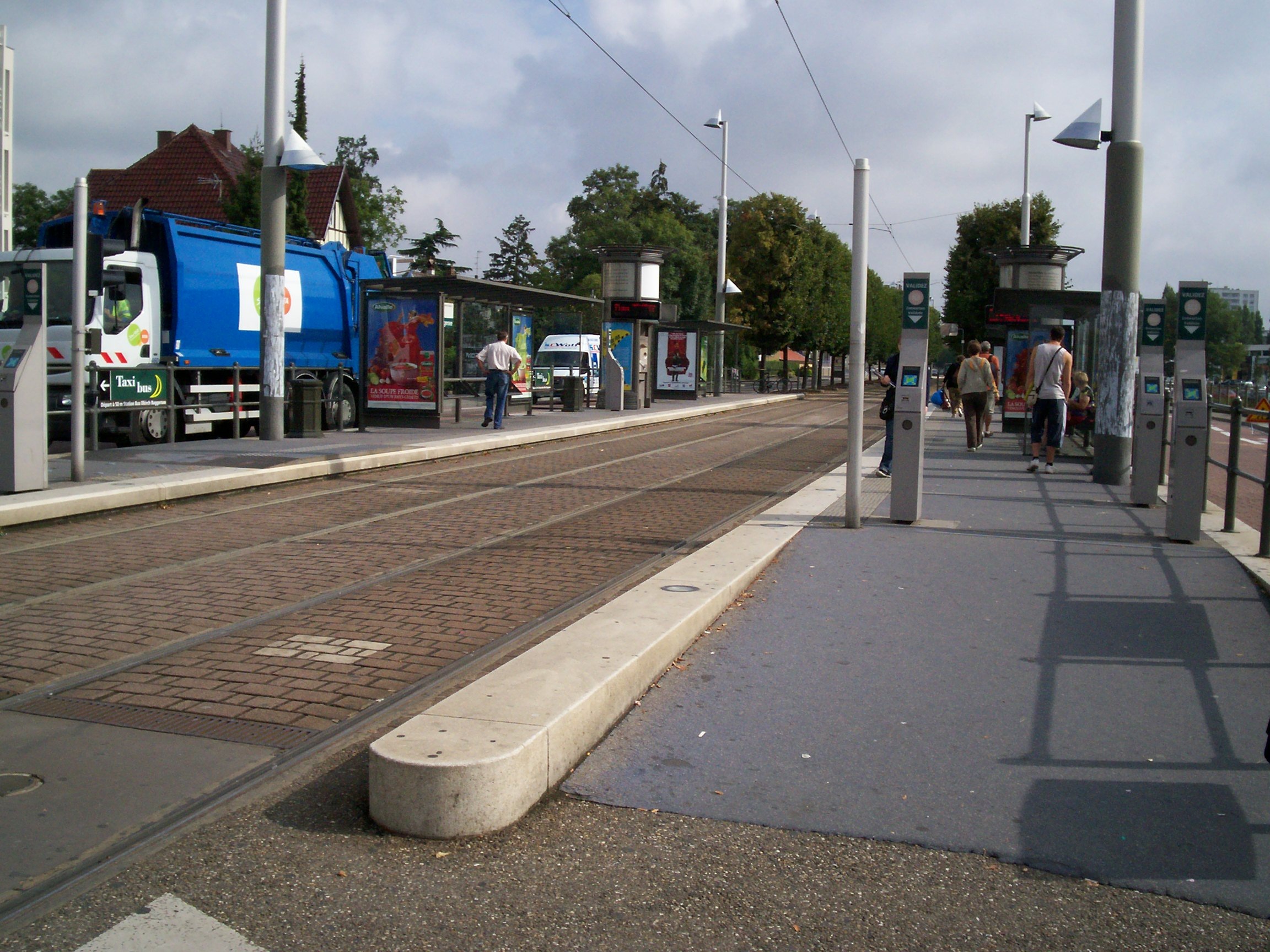
Station Baggersee, ancien terminus.
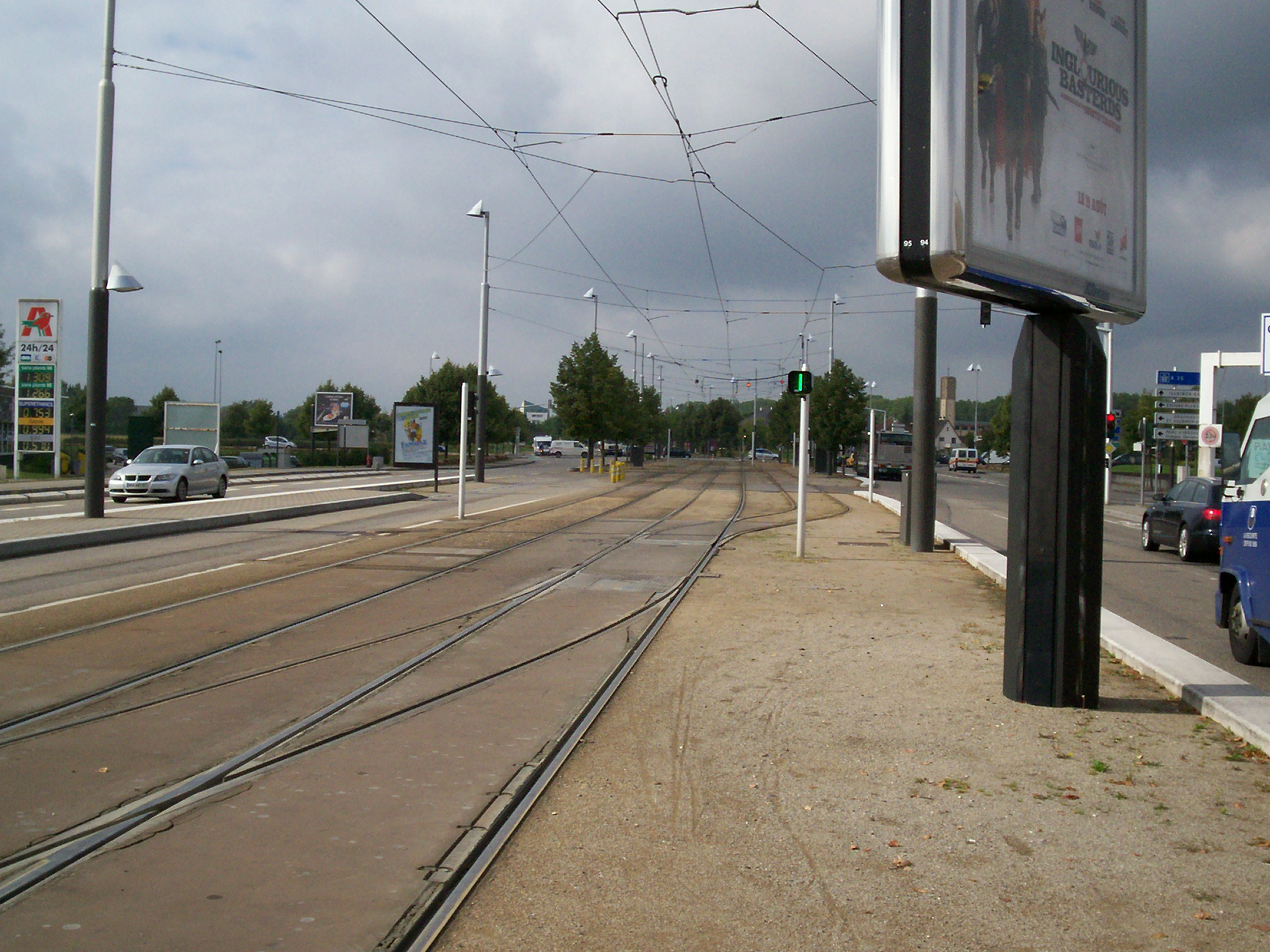
Point de rebroussement à droite.

### Dépôt de la Kibitzenau

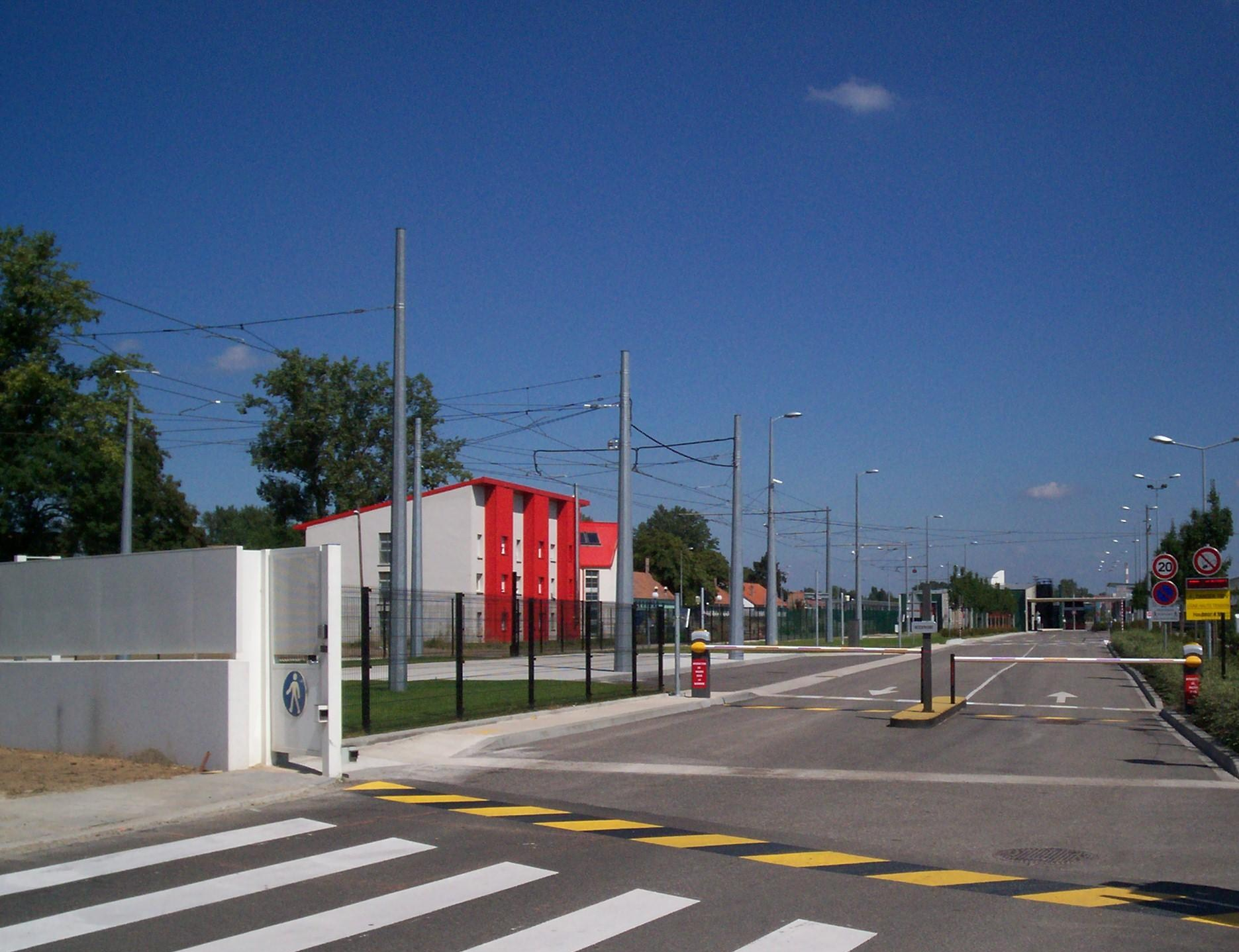
Le dépôt Kibitzenau.

Les rames de la ligne E du tramway de Strasbourg sont remisées dans une récente Unité de Production, réalisée dans le cadre des travaux d'extension du réseau tramway en 2007/2008, celle de Kibitzenau. Mise en service en janvier 2006 pour le bus et le 25 août 2007 pour le tramway, sur le nouveau tronçon situé au niveau de la piscine de la Kibitzenau, en face de la station du même nom, celle-ci abrite aussi les rames de la ligne C. Ainsi, ce nouveau dépôt, mixte (bus et tram) comme les deux autres, permet d'accueillir les rames supplémentaires liées à l'extension du réseau, dont celles de la ligne.
Il comprend également :
- Un bâtiment d'administration et d'exploitation
- Des ateliers de réparation Bus et Tram
- Des stations-service Bus et Tram
- Une voie d'essai des tramways
- Des remisages bus et tramways
- Une sous-station électrique
- Une station de compression au gaz naturel, permettant une relance du programme d'équipement de bus au gaz naturel de ville.

### Tension d'alimentation
La ligne E du tramway de Strasbourg est entièrement électrifiée en 750 volts continu.

## Schéma de la ligne

### Tracé

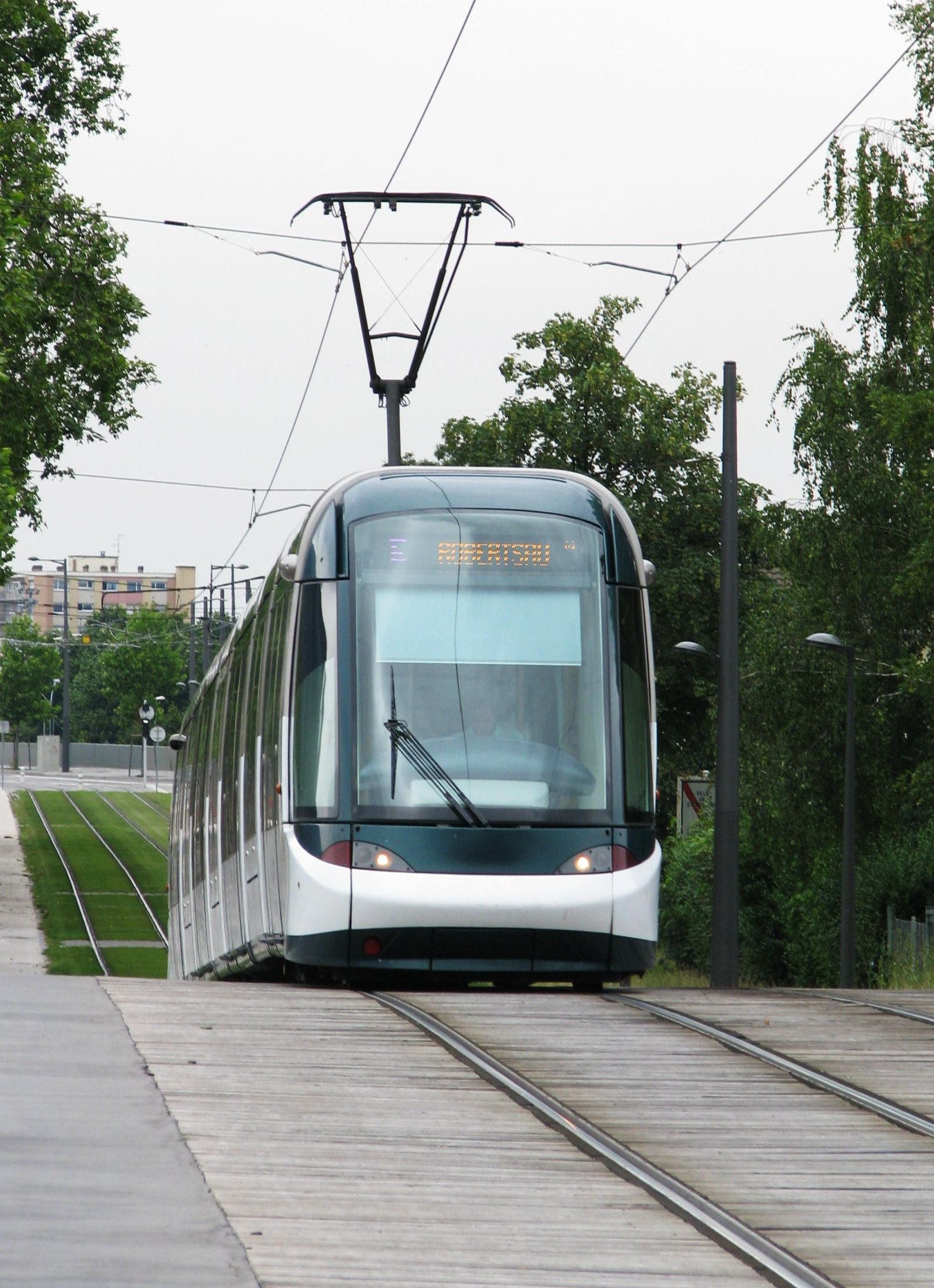
Un Citadis 403 en direction de Robertsau Boecklin.

La ligne E du tramway de Strasbourg part de la station Robertsau l'Escale. Les trams partent vers le sud pour desservir la station Mélanie située juste au sud de la rue éponyme. Ils longent ensuite la Petite-Orangerie et l'école de la Robertsau Adler avant de traverser la rue des Jardiniers afin de desservir la station du même nom. Les tramways longent ensuite la rue du Docteur Maurice Freysz et rejoignent la station Boecklin (anciennement Robertsau Boecklin). Les trams tournent à gauche et remontent sur l'Allée des Droits de l'Homme puis tournent à droite juste avant le pont de la Rose Blanche pour desservir la Cour européenne des droits de l'homme. Ils longent ensuite le quai Ernest Bevin, puis en tournant vers la gauche, passent au-dessus du canal de la Marne au Rhin. Les tramways desservent alors le Parlement européen puis descendent le boulevard de Dresde avant de tourner à gauche et rencontrent les tramways de la ligne B. Nous sommes alors à Wacken. Désormais, les tramways filent vers le sud en empruntant l'avenue Schutzenberger, desservent la place de Bordeaux à travers la station Lycée Kléber. Ils obliquent ensuite légèrement vers l'ouest en empruntant désormais l'avenue de la Paix, qui permet d'aboutir sur la place de la République. À cet endroit, ils sont en correspondance avec les lignes C et F en plus de la ligne B. Mais désormais filant vers l'est, en compagnie des trams des lignes C et F, ils s'engagent sur l'avenue de la Marseillaise, enjambent l'Ill, cours d'eau à l'origine du nom de la région Alsace, où se situe d'ailleurs la station Gallia. 
À présent sur le boulevard de la Victoire, les tramways desservent alors des stations à quai central, traversées en leur milieu par une piste cyclable et un mail piétonnier. Au niveau de la rue Vauban, les trams E et C quittent ceux de la ligne F en tournant à droite pour s'engager sur l'avenue du Général de Gaulle jusqu'au niveau de la rue de Rome. Désormais, les trams en site propre enjambent canal du Rhône au Rhin et desservent alors Winston Churchill. Ils empruntent la rue du Landsberg jusqu'à l'avenue Jean Jaurès où se situe la station Landsberg, point de correspondance avec la ligne D et de séparation avec la ligne C. Ils tournent à droite pour s'engager sur l'avenue jusqu'au sud du rond-point Pierre Mendès-France où se situe la station Étoile-Polygone. Ensuite, les tramways tournent à gauche et sont sur les mêmes voies que celles de la ligne A. Ils ne sont plus suppléés par les trams de la ligne D. Les tramways empruntent ensuite l'avenue de Colmar jusqu'aux limites de Strasbourg, située après la station Hohwart. Ils auront desservi entre-temps la gare de Krimmeri-Meinau et le stade de la Meinau. À Illkirch-Graffenstaden, les tramways arrivent à Baggersee, permettant la desserte d'un centre commercial, puis rejoignent le terminus Campus d'Illkirch en desservant les stations du tracé commun avec la ligne A.
C'est la seule ligne de tramway qui ne passe pas par la station Homme de Fer.

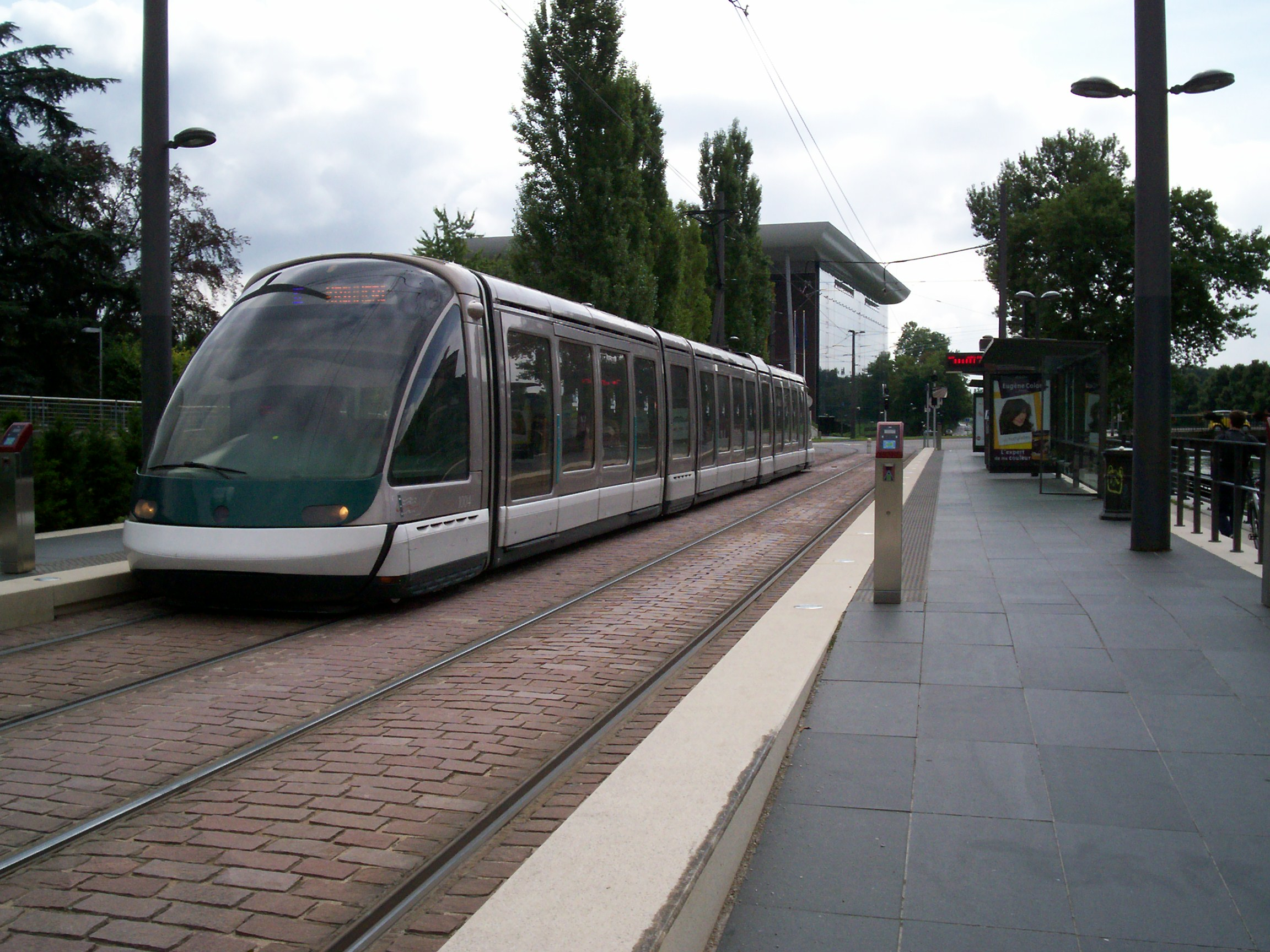
À Droits de l'Homme.
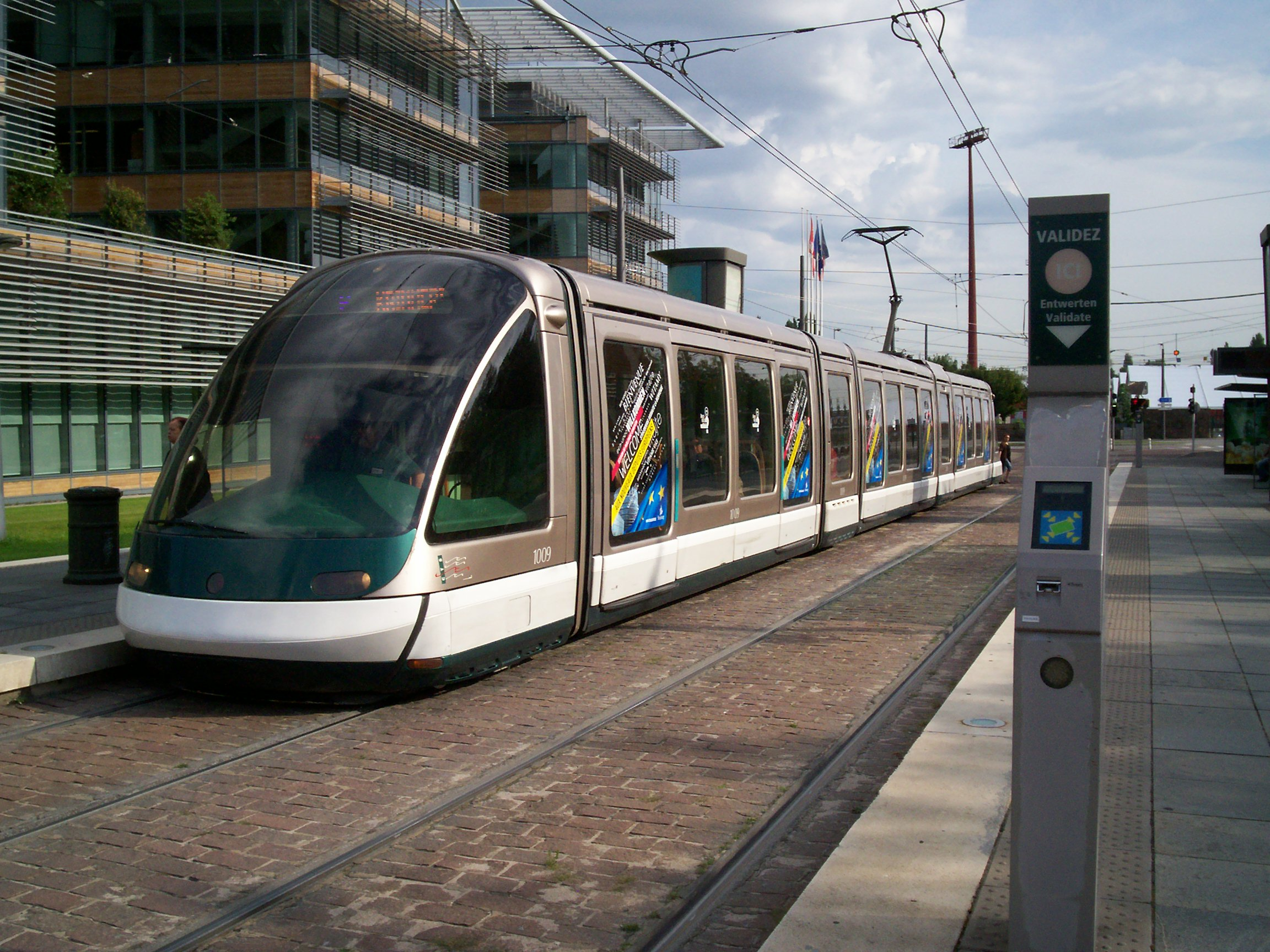
À Wacken.
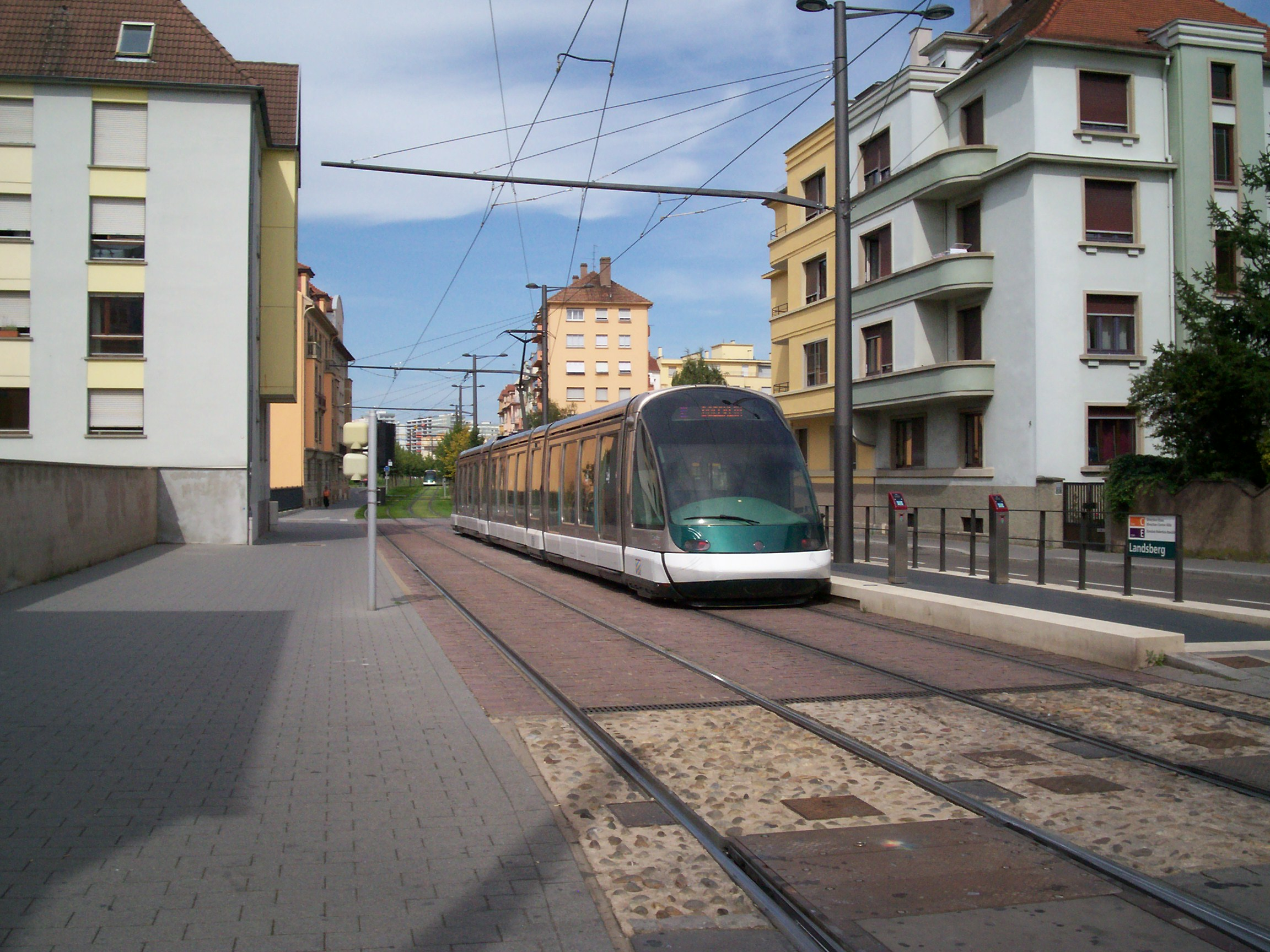
À Landsberg.
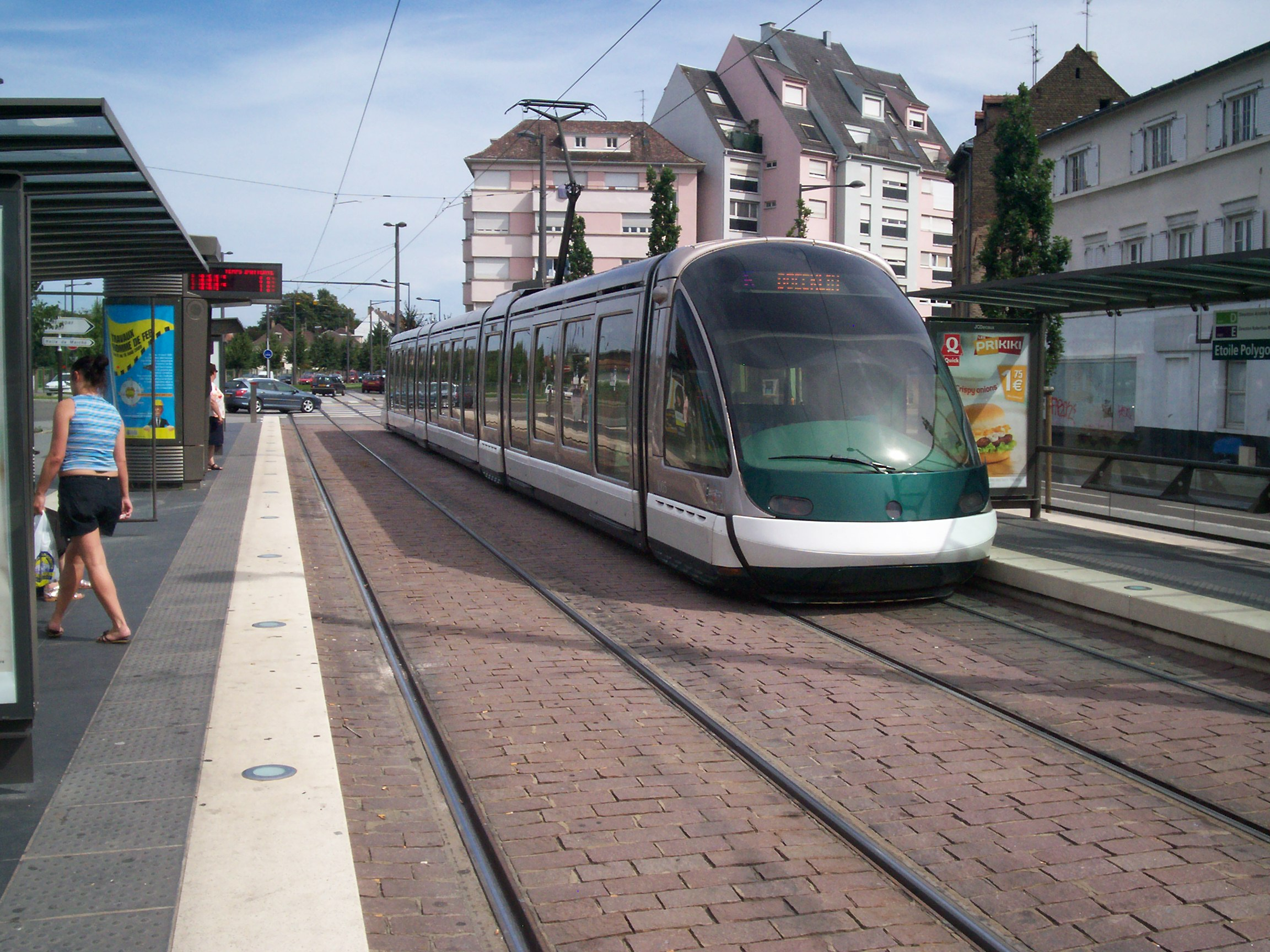
À Étoile-Polygone

### Liste des stations
La ligne E du tramway de Strasbourg dessert les 26 stations suivantes :
|  |   |  | Stations                    | Lat/Long                        | Communes desservies    | Correspondances  |
|  | - |  | --------------------------- | ------------------------------- | ---------------------- | ---------------- |
|  | ■ |  | Robertsau L'Escale          | 48° 36′ 33″ N, 7° 47′ 07″ E     | Strasbourg             |                  |
|  | • |  | Mélanie                     | 48° 36′ 12″ N, 7° 47′ 06″ E     | Strasbourg             |                  |
|  | • |  | Jardiniers                  | 48° 35′ 58″ N, 7° 47′ 00″ E     | Strasbourg             |                  |
|  | • |  | Boecklin                    | 48° 36′ 13,5″ N, 7° 46′ 55,6″ E | Strasbourg             | Parc relais      |
|  | • |  | Droits de l'Homme           | 48° 35′ 47,4″ N, 7° 46′ 33″ E   | Strasbourg             |                  |
|  | • |  | Parlement Européen          | 48° 35′ 56,9″ N, 7° 46′ 05,4″ E | Strasbourg             | bus H            |
|  | • |  | Wacken                      | 48° 35′ 55″ N, 7° 45′ 38,4″ E   | Strasbourg             | tram B bus H     |
|  | • |  | Lycée Kléber                | 48° 35′ 39″ N, 7° 45′ 28″ E     | Strasbourg             | tram B bus H     |
|  | • |  | Parc du Contades            | 48° 35′ 25″ N, 7° 45′ 21,5″ E   | Strasbourg             | tram B           |
|  | • |  | République                  | 48° 35′ 10,8″ N, 7° 45′ 14,5″ E | Strasbourg             | tram B C F       |
|  | • |  | Gallia                      | 48° 35′ 03,8″ N, 7° 45′ 30,1″ E | Strasbourg             | tram C F         |
|  | • |  | Université                  | 48° 34′ 58″ N, 7° 45′ 50,1″ E   | Strasbourg             | tram C F         |
|  | • |  | Observatoire                | 48° 34′ 53″ N, 7° 46′ 08,5″ E   | Strasbourg             | tram C F         |
|  | • |  | Esplanade                   | 48° 34′ 42″ N, 7° 46′ 10″ E     | Strasbourg             | tram C           |
|  | • |  | Winston Churchill           | 48° 34′ 25,6″ N, 7° 46′ 00,3″ E | Strasbourg             | tram C bus G     |
|  | • |  | Landsberg                   | 48° 34′ 10,3″ N, 7° 45′ 48,7″ E | Strasbourg             | tram C D         |
|  | • |  | Étoile Polygone             | 48° 34′ 17,6″ N, 7° 45′ 20,2″ E | Strasbourg             | tram D           |
|  | • |  | Schluthfeld                 | 48° 34′ 06,9″ N, 7° 45′ 06,1″ E | Strasbourg             | tram A           |
|  | • |  | Krimmeri Stade de la Meinau | 48° 33′ 47,3″ N, 7° 45′ 09,5″ E | Strasbourg             | tram A Gare SNCF |
|  | • |  | Lycée Couffignal            | 48° 33′ 31,8″ N, 7° 44′ 57,1″ E | Strasbourg             | tram A           |
|  | • |  | Émile Mathis                | 48° 33′ 11,8″ N, 7° 44′ 39,6″ E | Strasbourg             | tram A           |
|  | • |  | Hohwart                     | 48° 32′ 57,6″ N, 7° 44′ 29,9″ E | Strasbourg             | tram A           |
|  | • |  | Baggersee                   | 48° 32′ 41,9″ N, 7° 44′ 16,5″ E | Illkirch-Graffenstaden | tram A           |
|  | • |  | Colonne                     | 48° 32′ 17″ N, 7° 44′ 00,9″ E   | Illkirch-Graffenstaden | tram A           |
|  | • |  | Leclerc                     | 48° 32′ 04″ N, 7° 44′ 04,1″ E   | Illkirch-Graffenstaden | tram A           |
|  | ■ |  | Campus d'Illkirch           | 48° 31′ 46″ N, 7° 43′ 58,2″ E   | Illkirch-Graffenstaden | tram A           |

### Desserte du Parlement européen
Depuis l'entrée en service de son prolongement Wacken - Robertsau Boecklin le 23 novembre 2007, la ligne E du tramway de Strasbourg dessert le Parlement européen grâce à la station éponyme au droit de l'institution. 
Le Parlement européen (PE) est le seul organe parlementaire de l'Union européenne (UE) élu au suffrage universel direct. Avec le Conseil de l'Union européenne (réunion des ministres nationaux) et la Commission européenne (nommée), il forme le pouvoir législatif des institutions européennes. Son siège officiel est à Strasbourg en France et sert aux réunions plénières ; ses commissions, ainsi que certaines séances plénières additionnelles se tiennent à l’Espace Léopold, à Bruxelles ; son secrétariat général est installé à Luxembourg.

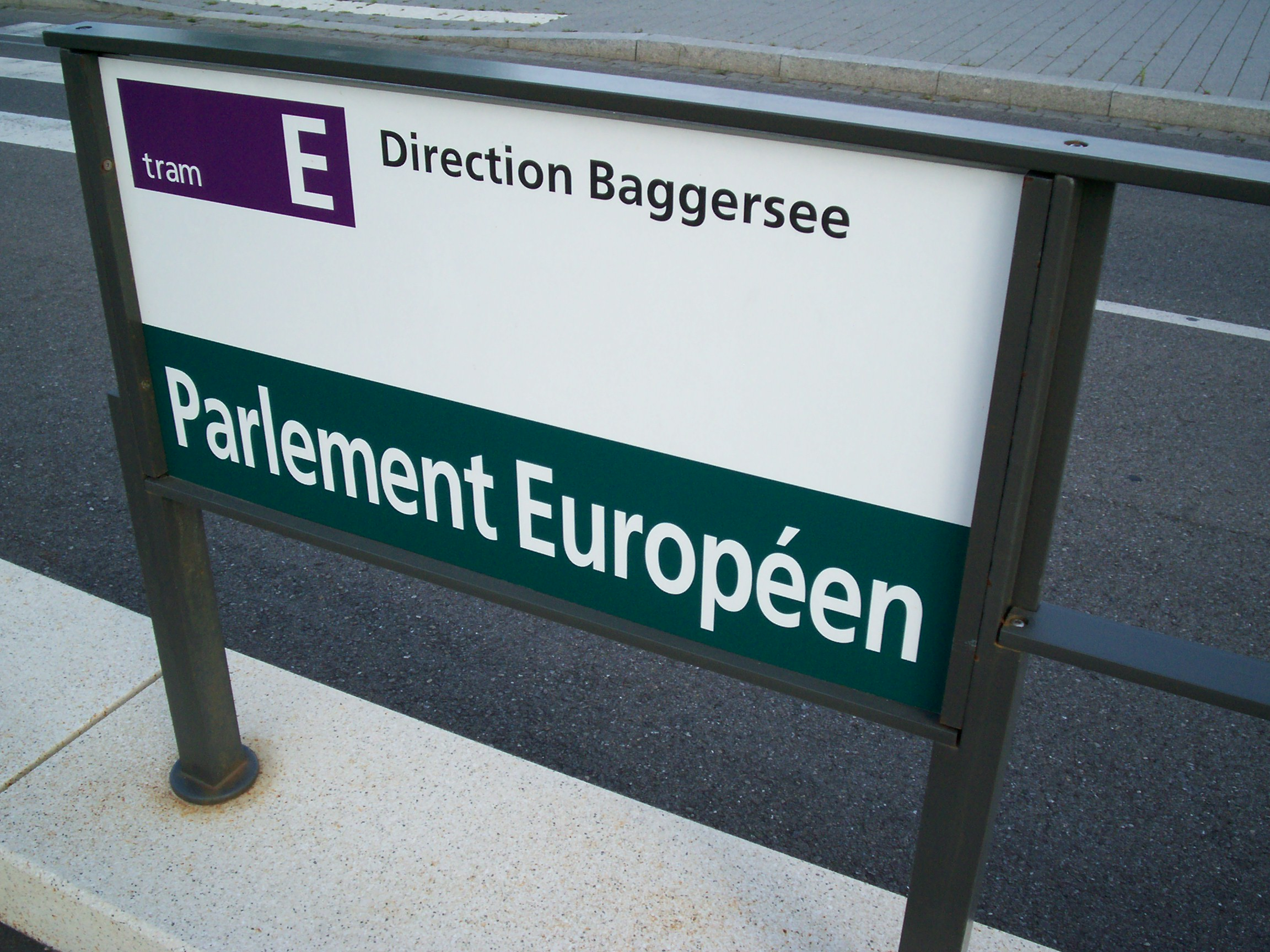
Signalétique.
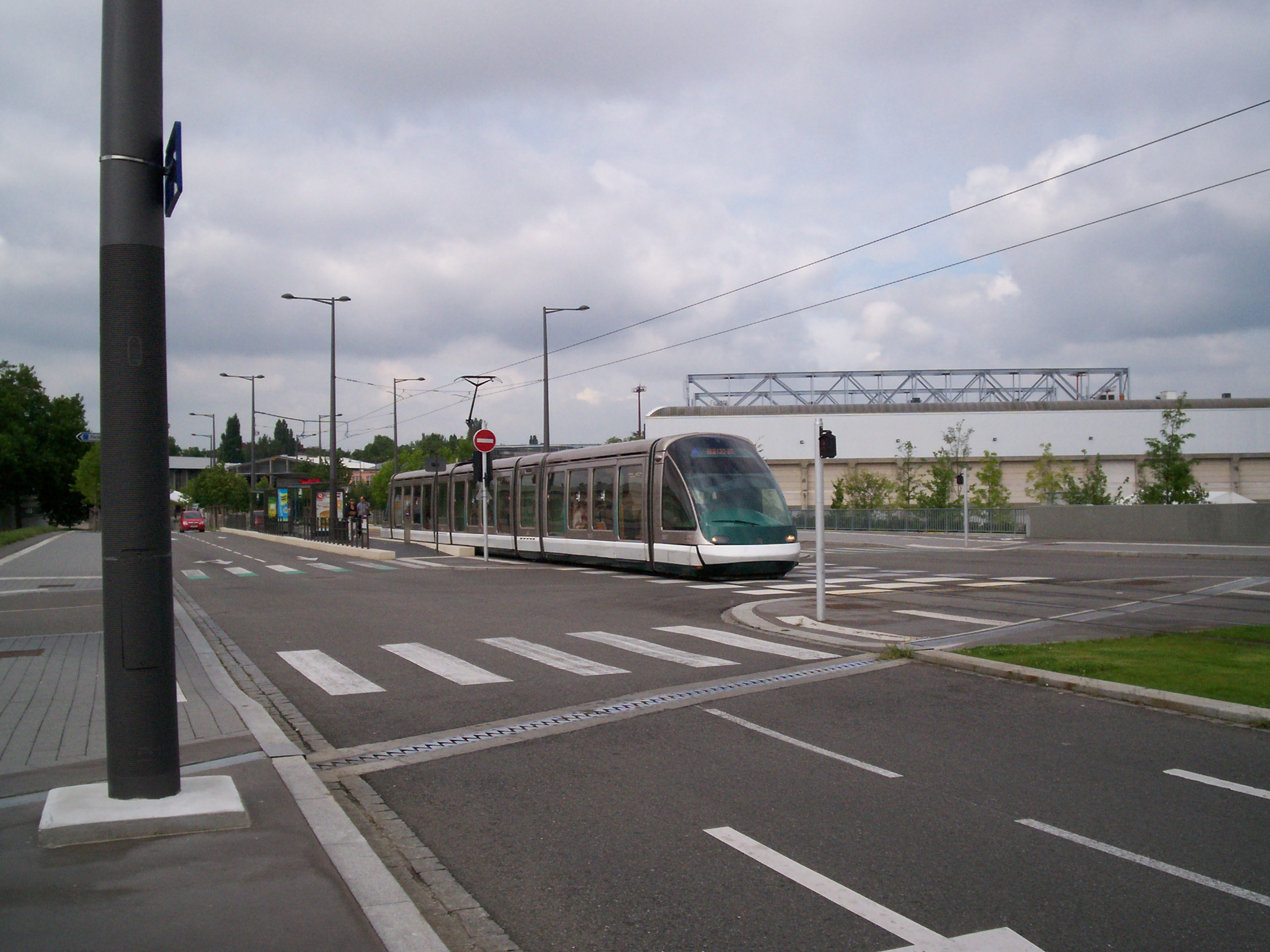
Tramway en direction de Robertsau.
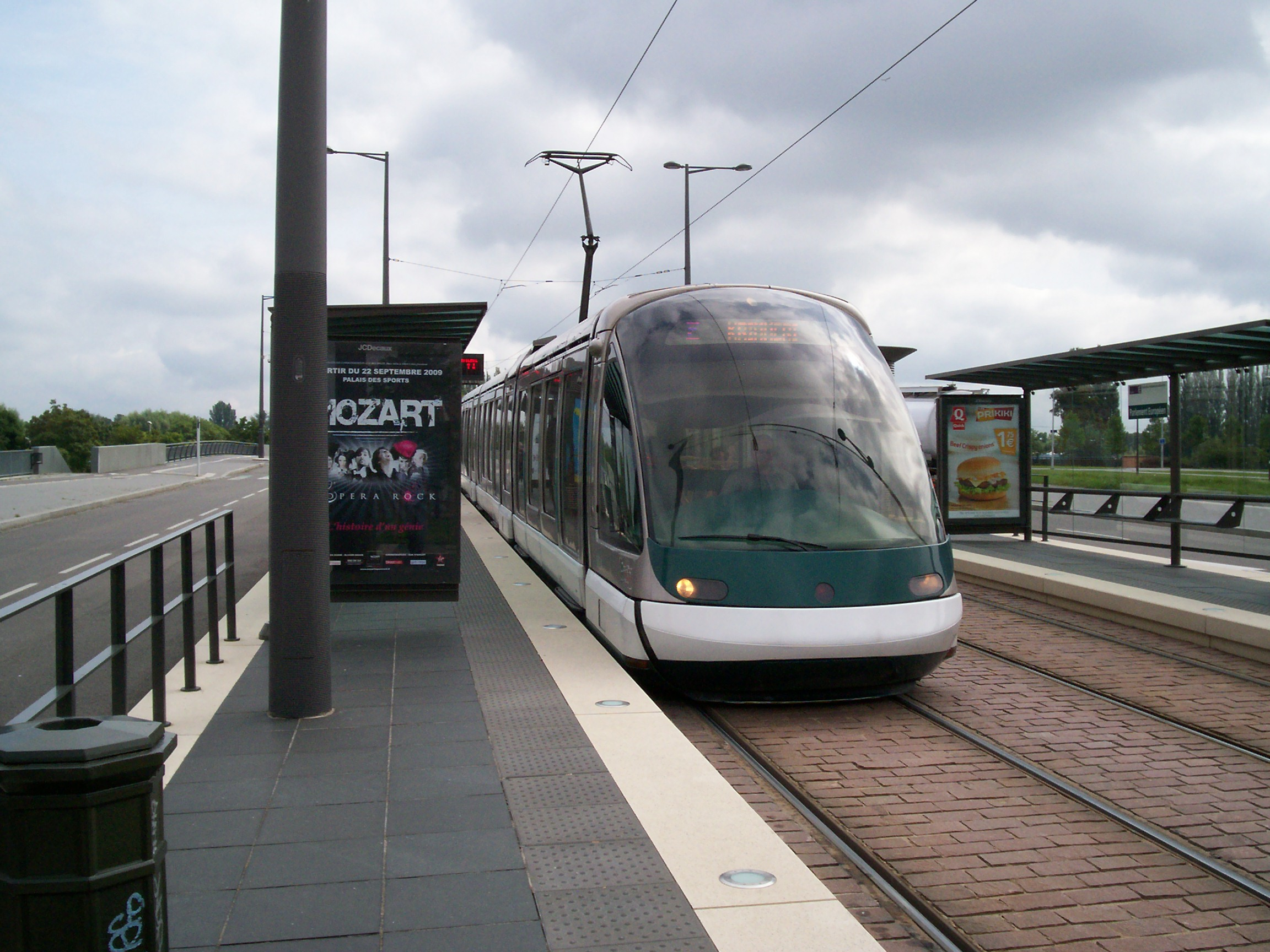
Tramway en direction de Krimmeri.
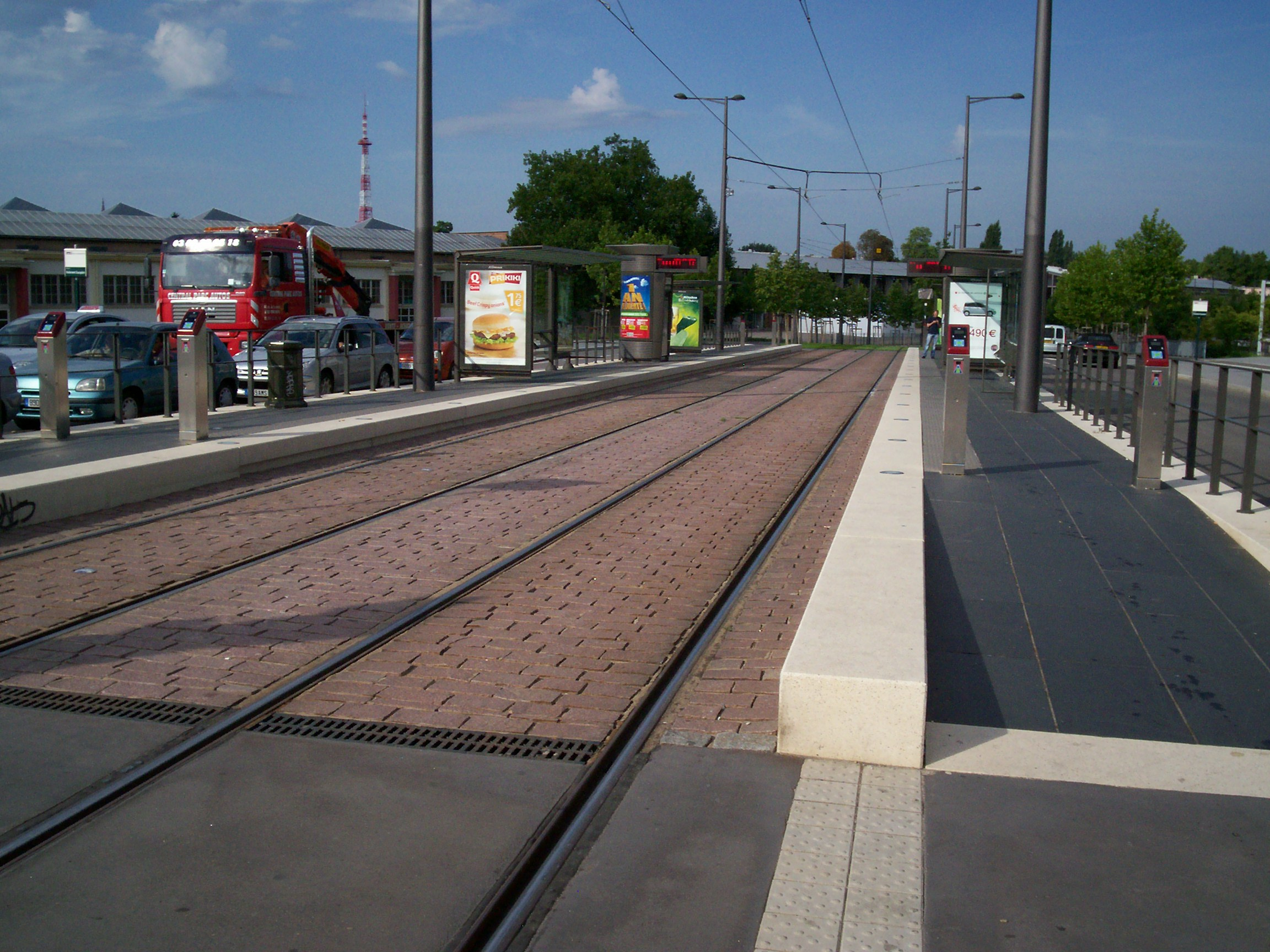
Station Parlement Européen.

## Exploitation de la ligne

### Principes de la desserte

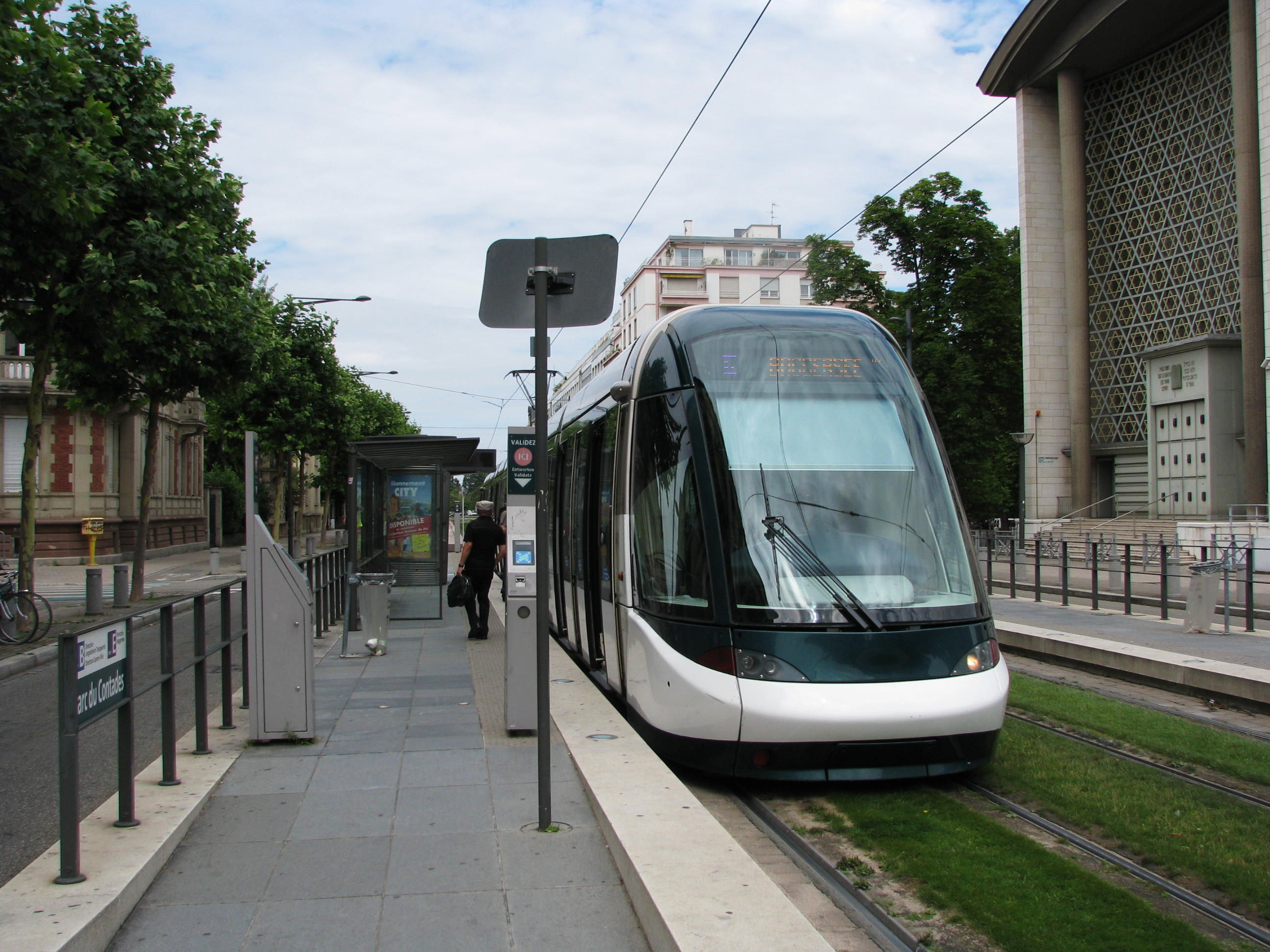
Un Citadis 403 en direction de Baggersee à Parc du Contades.

La ligne fonctionne tous les jours de l'année sauf le 1er mai.
En raison de la proximité du dépôt de la Kibitzenau sur la ligne C, le service débute à la station Landsberg à 4 h 2 du lundi au samedi, et à 5 h les dimanches et fêtes, par des services partiels en direction de Campus d'Illkirch et à 4 h 4 du lundi au samedi, (4 h 55 les dimanches et fêtes) vers Robertsau l'Escale. Les trams sont acheminés à vide entre Kibitzenau et Landsberg. Le dernier départ de Campus d'Illkirch a lieu à 0 h 16 tous les jours. À la station Robertsau l'Escale, le premier tram part à 4 h 34 du lundi au samedi, et à 5 h 27 les dimanches et fêtes. Le dernier départ s'effectue à 0 h 3 tous les jours. Il n'y a aucun tram ayant le terminus sur une station intermédiaire, même en fin de service.
Entre 6 h et 20 h, les trams circulent toutes les cinq à dix minutes environ du lundi au vendredi et toutes les sept à dix minutes le samedi. Il n'y a donc aucune distinction entre les heures de pointe et les heures de pleine journée. Tôt le matin et à partir de 21 h environ, la fréquence minimale est d'un tram toutes les 15 minutes environ, avec quelques exceptions. Les dimanches et fêtes, la fréquence minimale est d'un tram toutes les 15 minutes également, avec un renforcement du service entre 12 h 30 et 21 h environ, quand la fréquence est de 12 puis de 13 minutes.
Sauf sur le tronçon final entre Wacken et Robertsau l'Escale (soit six stations), la ligne E circule en renforcement des autres lignes du réseau. C'est la seule ligne à partager successivement des troncs communs avec l'ensemble des autres lignes. Sur la partie centrale du parcours, à savoir entre République et Landsberg, les fréquences sont doublées par la ligne C qui circule ici en tronc commun avec la ligne E. S'y ajoutent encore les trams de la ligne F sur la section entre République et Observatoire, si bien que ce tronçon voit circuler vingt-six trams par heure et par sens du lundi au vendredi. Au nord de République jusqu'à Wacken, la ligne E est doublée par la ligne B, et au sud de Étoile - Polygone, la ligne E est doublée par la ligne A. Reste à mentionner un court tronc commun avec la ligne D entre les deux stations Landsberg et Étoile - Polygone. 
Par ailleurs, les horaires sont cadencés en dehors des périodes de desserte renforcée, avec répétition des mêmes minutes de passage, à peu d'exceptions près. Pendant les vacances scolaires, la desserte de pleine journée est allégée de 25 % environ du lundi au vendredi. 
Les tramways bénéficient d'un système de priorité aux carrefours comportant des feux.

### Temps de parcours moyens
Les temps de parcours sont donnés à titre indicatif et varient surtout selon le moment de la journée (cf.horaires). Ils peuvent aussi évoluer en cas de retards dus à des évènements imprévus.
La ligne E du tramway de Strasbourg permet de rallier Robertsau Boecklin à…
- Parlement Européen en 3-4 minutes ;
- Wacken en 5 minutes ;
- République en 10 minutes ;
- Observatoire en 14-15 minutes ;
- Landsberg en 19-21 minutes ;
- Étoile-Polygone en 21-23 minutes ;
- Krimmeri Stade de la Meinau en 25-27 minutes ;
- Baggersee en 31 minutes.
- Campus d'Illkirch en 36 minutes.

Tenant compte de la longueur de la ligne de 10,6 km, la vitesse commerciale s'établit entre 19,3 et 21,2 km/h.

### Matériel roulant
Les rames de la ligne E du tramway de Strasbourg peuvent être de type Eurotram comme de type Citadis 403.

### Tarification et financement

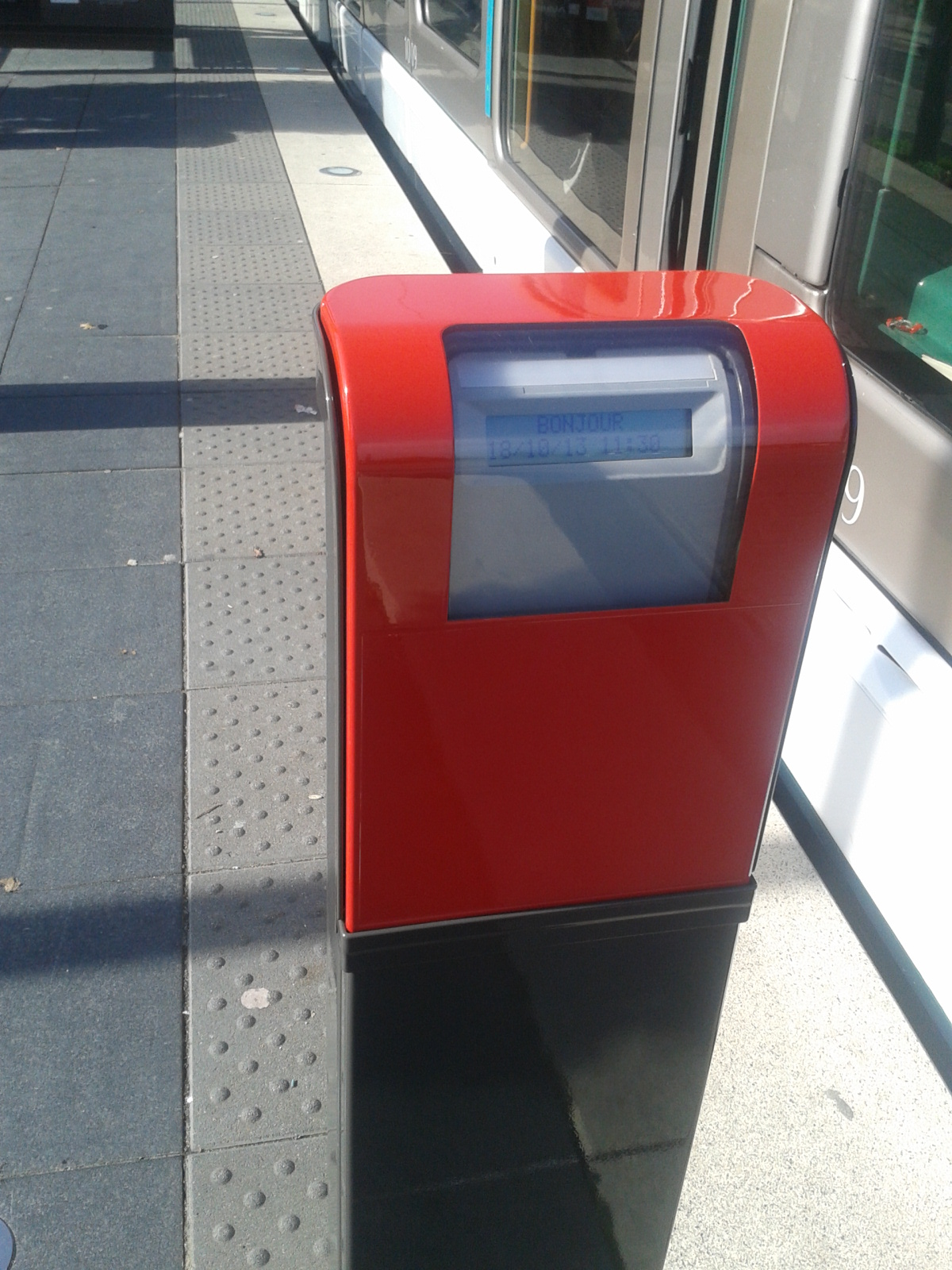
Validateur de titre de transport.

La tarification de la ligne est identique à celles des autres lignes de tramway et des réseaux de bus urbains exploitées par la Compagnie des Transports Strasbourgeois (CTS) et accessible avec les mêmes abonnements.
Les tickets et abonnements peuvent être achetés dans des distributeurs automatiques présents dans les stations, sauf s'ils incluent la place parking-relais. 
Le financement du fonctionnement de la ligne, entretien, matériel et charges de personnel, est assuré par la Compagnie des Transports Strasbourgeois (CTS).

## Extension
À long terme, le terminus nord devrait être prolongé vers la clinique Sainte-Anne au nord de la Robertsau.
La ligne E sera remplacée par la ligne H qui assurera de la liaison Gare centrale - Robertsau l'Escale (puis Sainte-Anne) via la place de Haguenau.
La nouvelle ligne E sera détournée après la place de la République pour rejoindre la place de Haguenau puis la Gare centrale. Elle fera ainsi partie intégrante du projet Gare 360°. Elle fera son terminus rue de Wissembourg. Le but de cette ligne sera d'assurer une liaison directe entre la Gare et les Universités (Esplanade et Illkirch).